# Biserica de lemn din Albeștii Bistriței

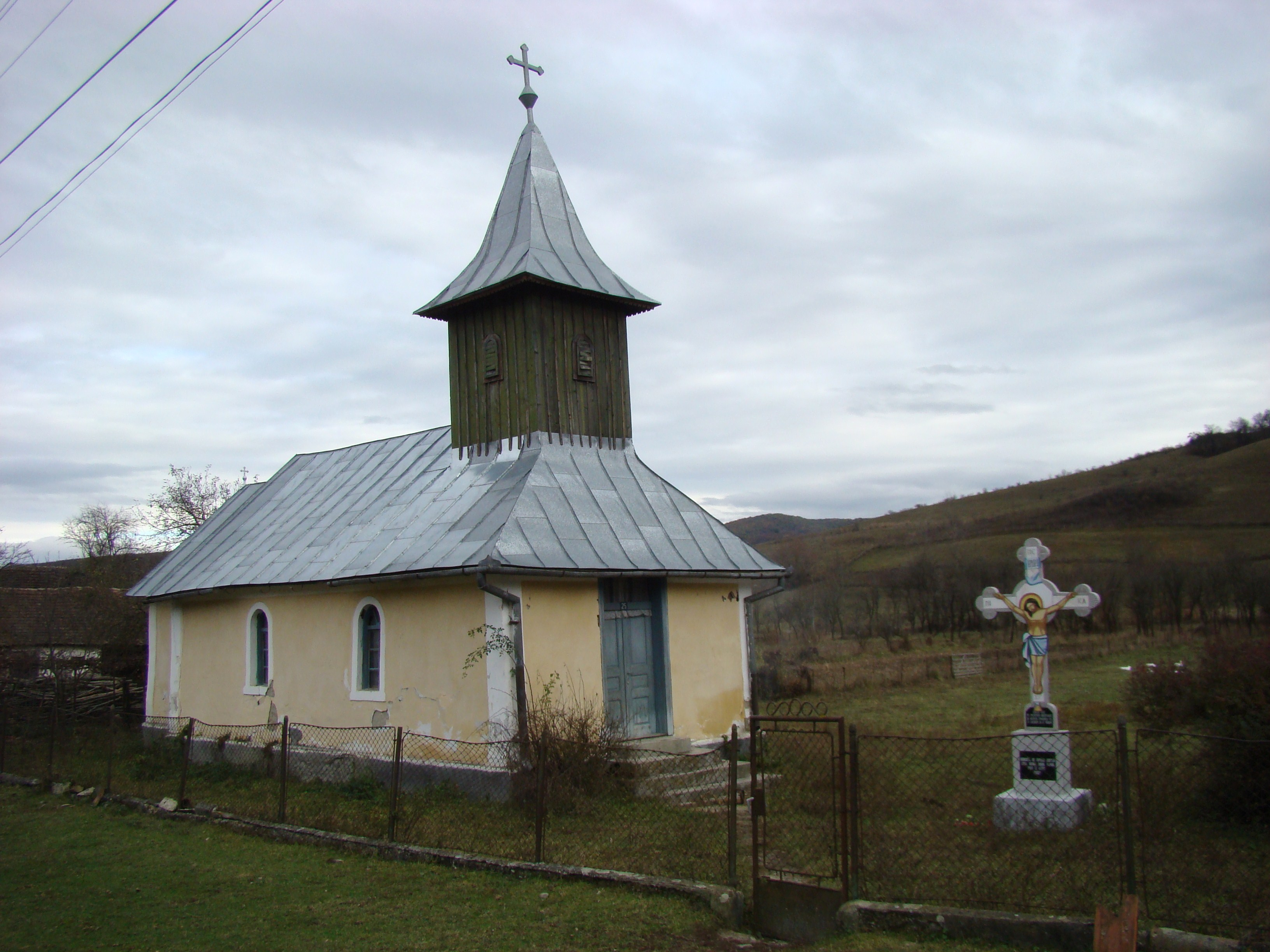
Biserica de lemn „Sfinții Arhangheli Mihail și Gavriil” din Albeștii Bistriței, comuna Galații Bistriței, județul Bistrița-Năsăud, foto: noiembrie 2009.

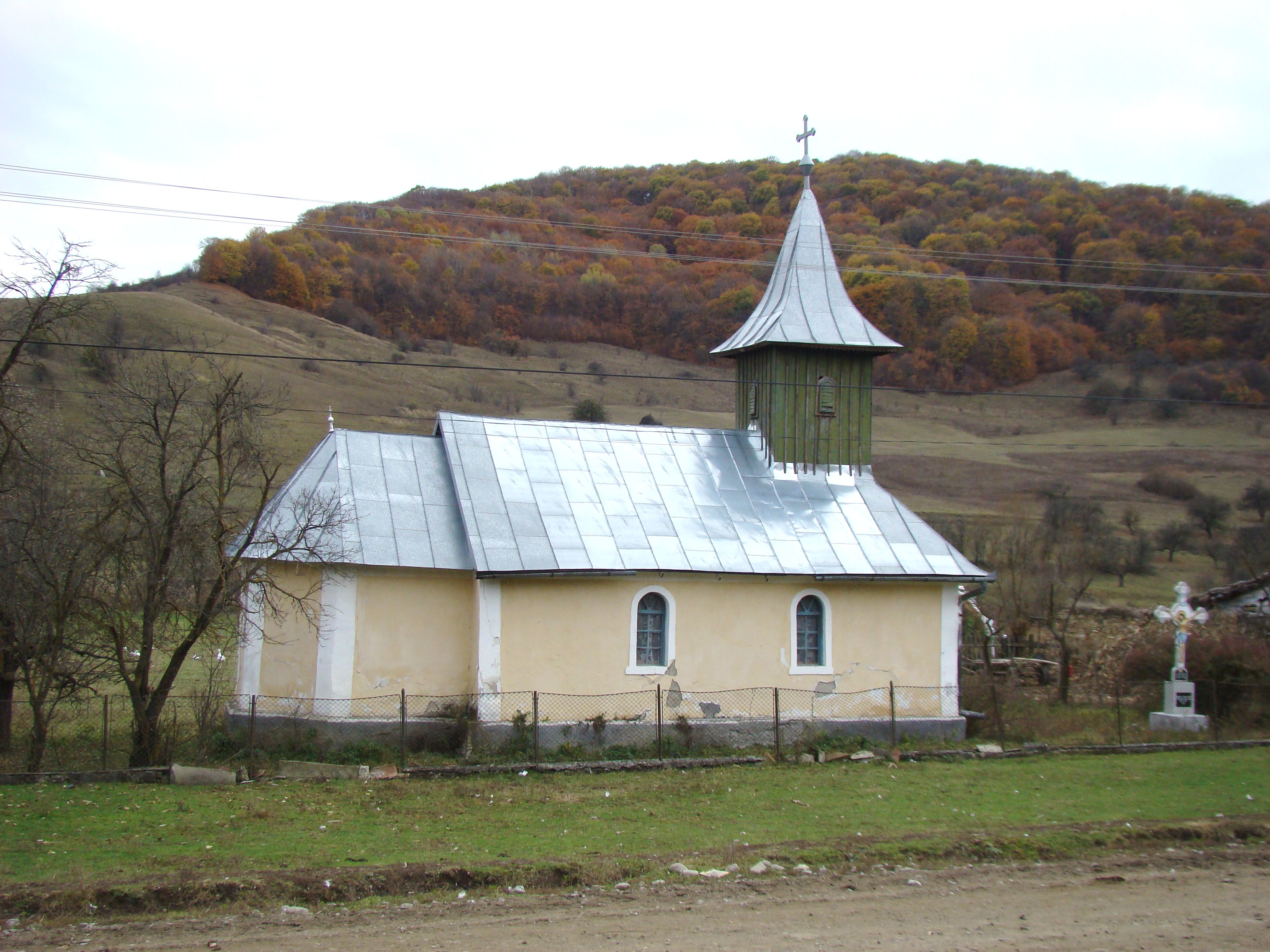
Biserica văzută din drum

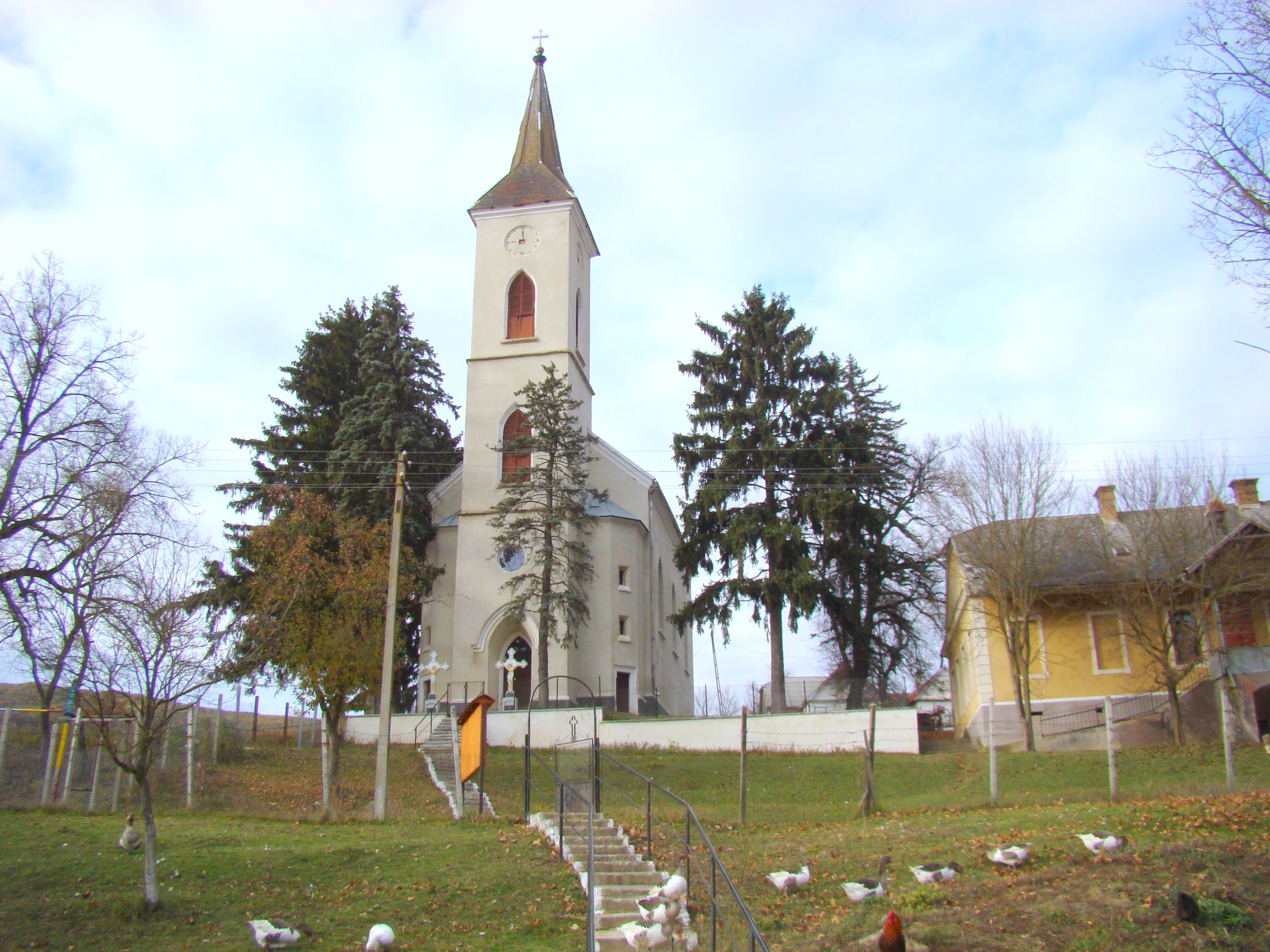
Biserica „Adormirea Maicii Domnului”, fosta biserică luterană

Biserica de lemn din Albeștii Bistriței este un lăcaș de cult ortodox construit în secolul al XIX-lea și aflat în prezent în satul Albeștii Bistriței din comuna Galații Bistriței (județul Bistrița-Năsăud). Lăcașul are hramul „Sfinții Arhangheli Mihail și Gavriil” (8 noiembrie) și nu figurează pe noua listă a monumentelor istorice. 
În prezent, această biserică nu mai este folosită pentru oficierea de slujbe religioase. Slujbele religioase ortodoxe se celebrează în Biserica „Adormirea Maicii Domnului”, fosta biserică luterană, construită în stil gotic în secolul al XV-lea, renovată în secolul al XIX-lea, monument istoric având codul BN-II-m-B-01611.

## Istoric și trăsături
Satul Albeștii Bistriței se află pe un drum lateral de la șoseaua națională Bistrița-Târgu Mureș, la circa 3 kilometri de la marginea satului Galații Bistriței.
În trecut, satul a fost locuit de sași, românii așezându-se mai târziu, la început ca servitori și muncitori zilieri. La început, credincioșii ortodocși români frecventau biserica greco-catolică din satul Nețeni aflat în apropiere, unde se slujea în limba română. Cu timpul înmulțindu-se, a devenit filie la Nețeni, în sat construindu-se și o clopotniță.
În anul 1935 credincioșii ortodocși au adus în sat o biserică de lemn din Lunca Tecii, au adaptat-o după necesitățile cultului ortodox și aceasta a fost la început parohie, cu un preot administrator, apoi filie a parohiei din Dipșa și în cele din urmă filie a parohiei din Herina.
În această biserică au slujit următorii preoți: Mihail Bartoș, Mihai Cocoș, Viorel Suciu, Ioan Păcurari. În biserică nu se găsesc obiecte de cult de o valoare deosebită. 
Astăzi, filia ortodoxă din Albeștii Bistriței are în grija spirituală un număr de 58 de familii cu 137 de suflete, fiind compusă din localnici, cât și din coloniști veniti mai ales din Munții Apuseni. În prezent în sat nu mai există sași. 
În anul 1979 credincioșii ortodocși au cumpărat biserica luterană din Albeștii Bistriței, care a fost sfințită ca lăcaș de cult ortodox în anul 2002.

## Imagini din interior

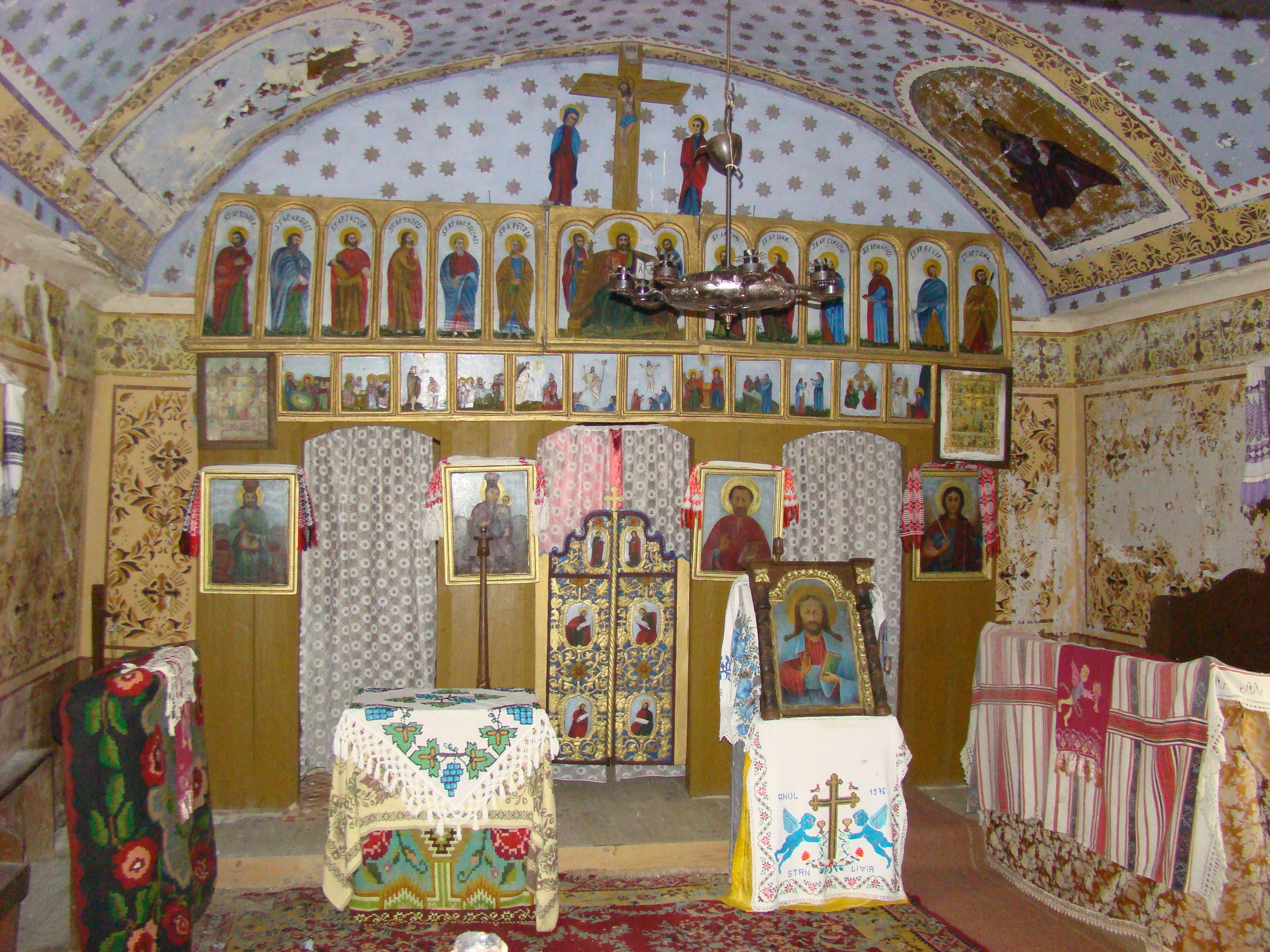
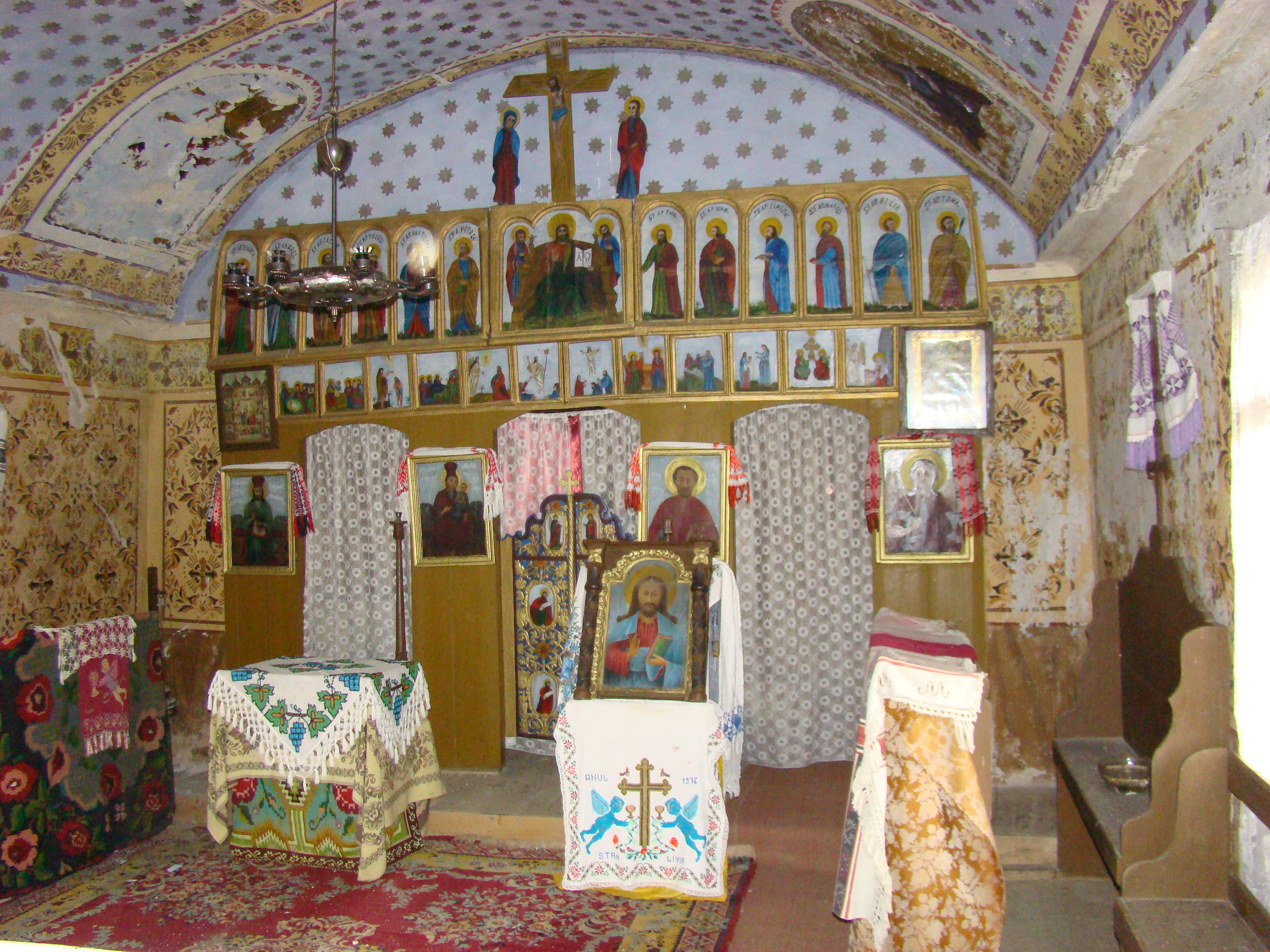
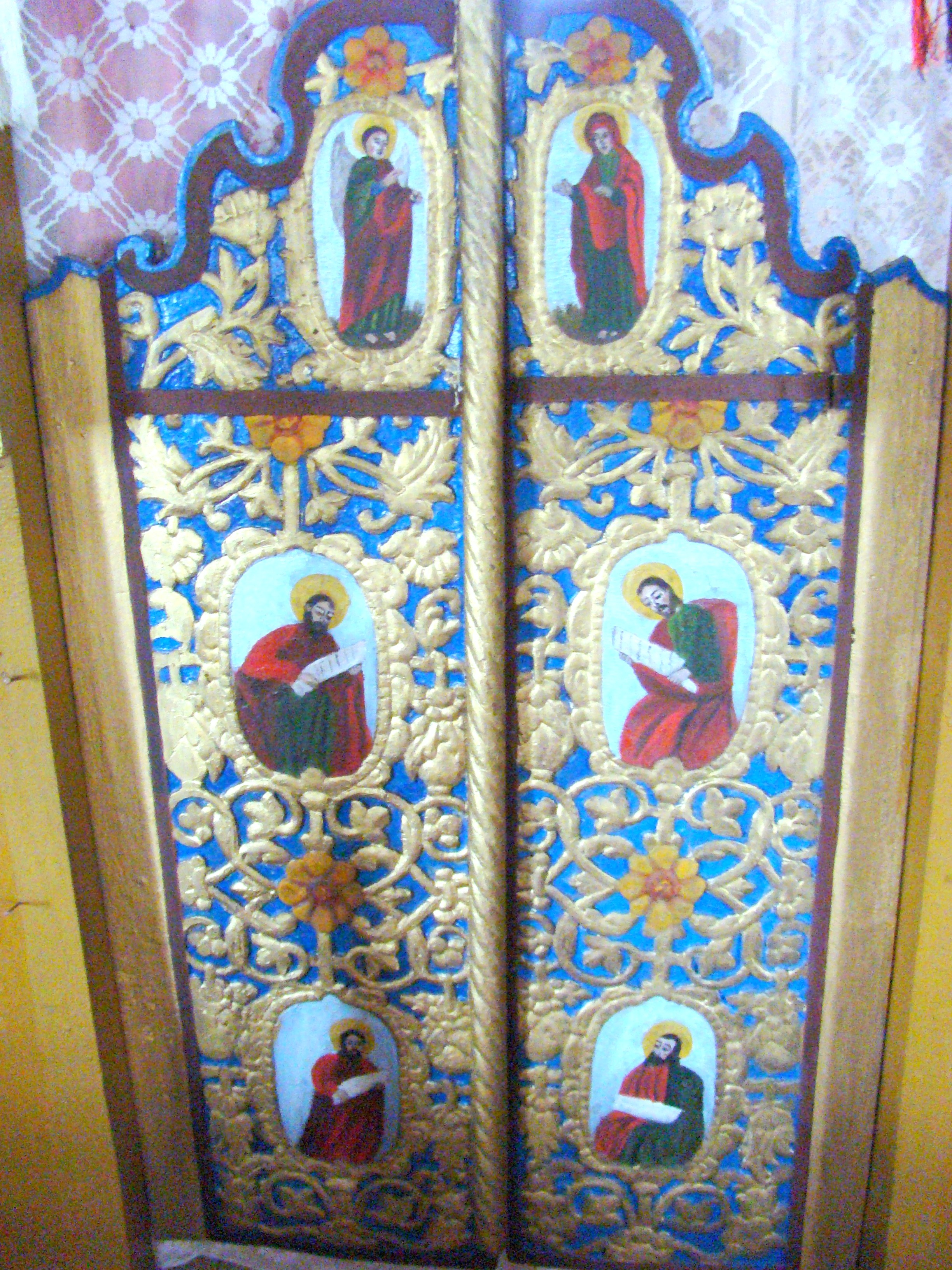
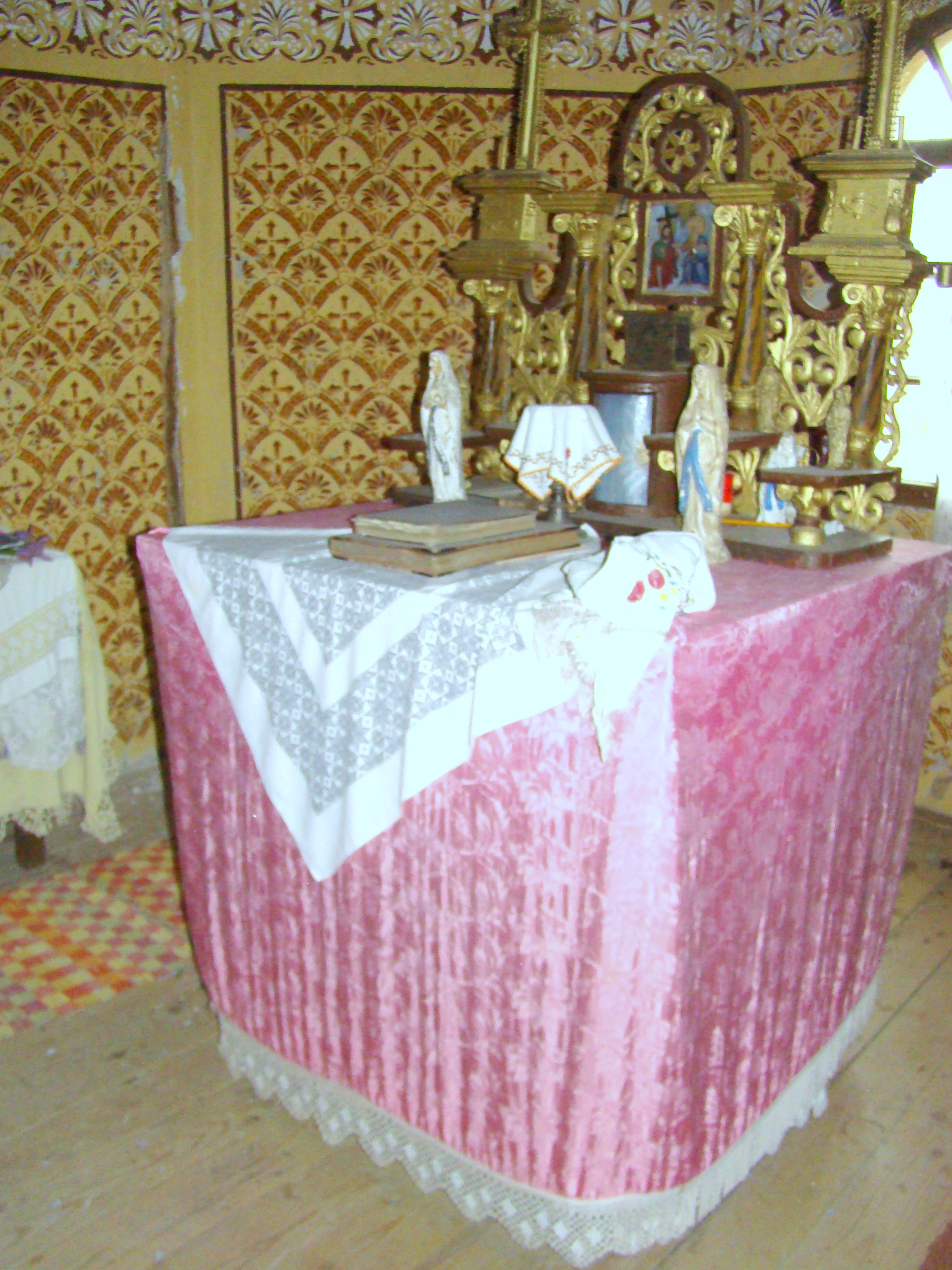
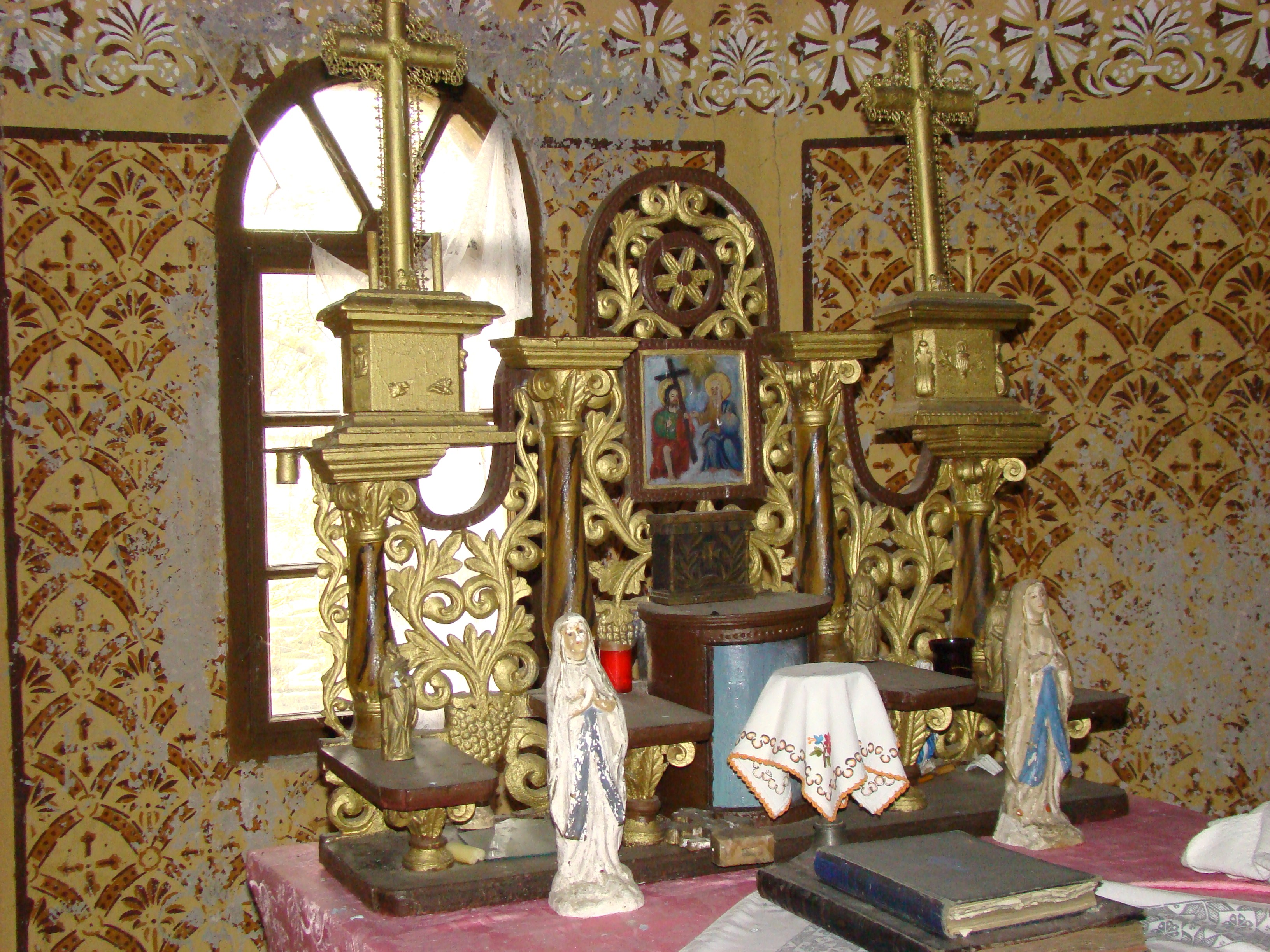
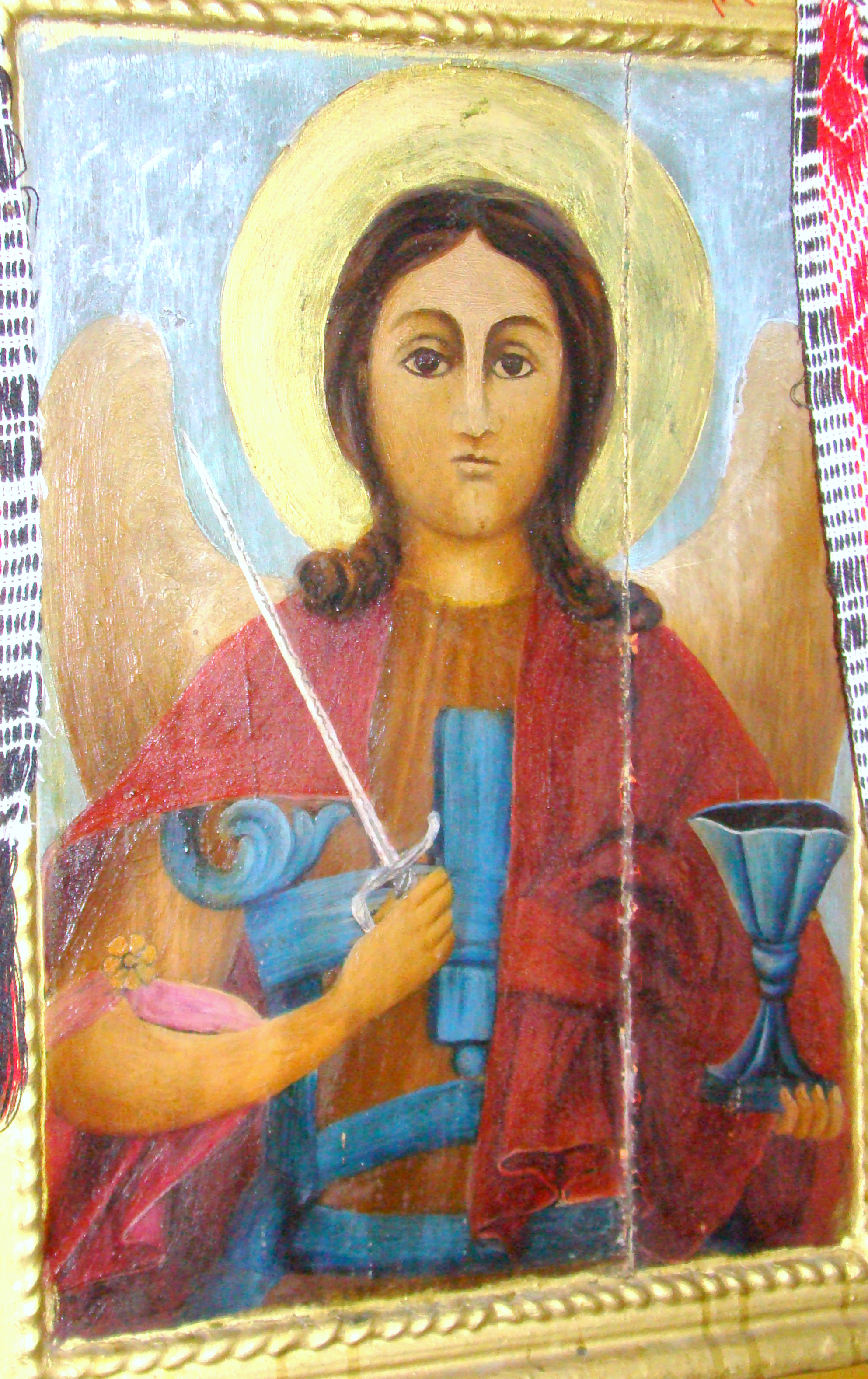
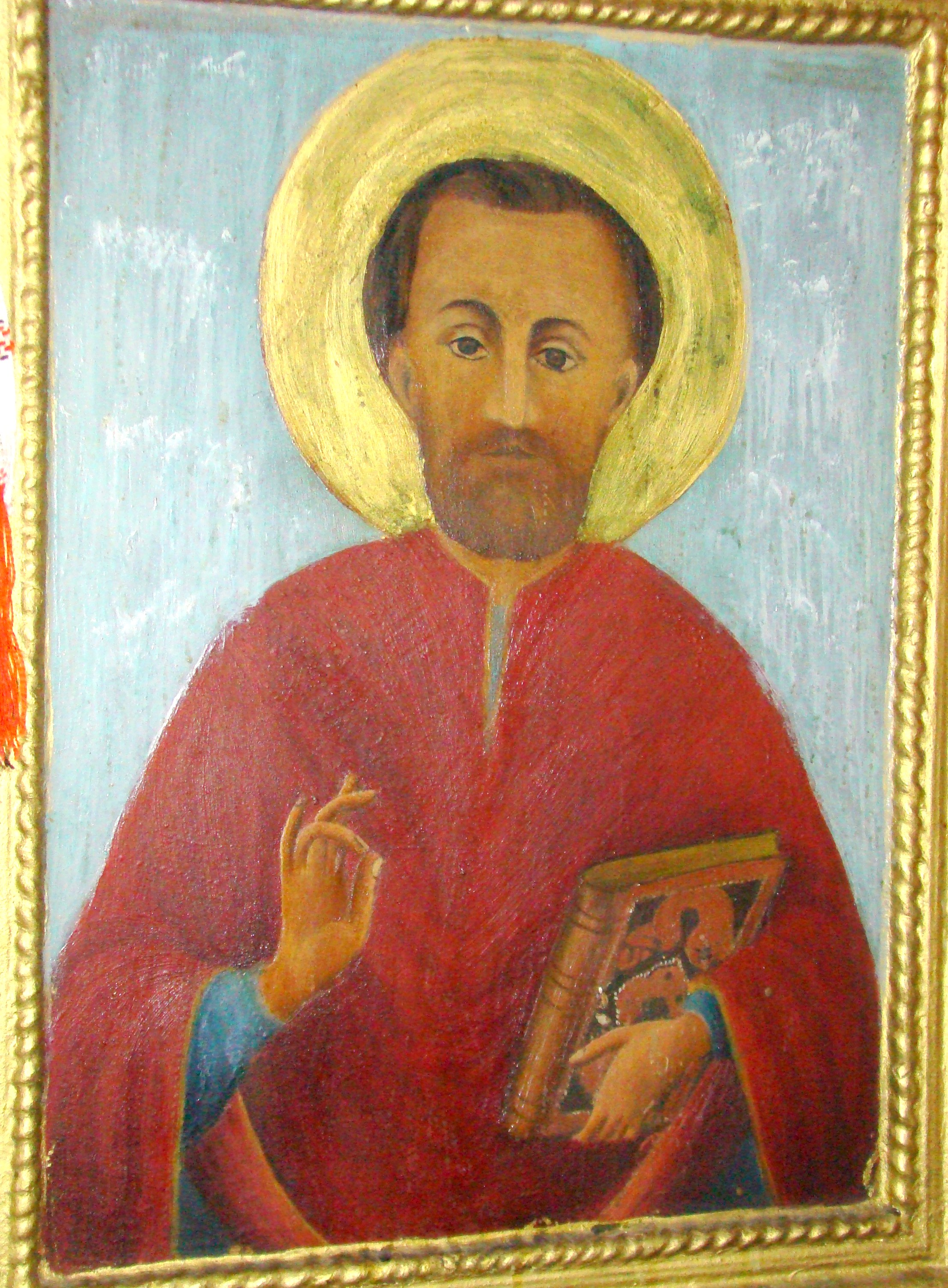
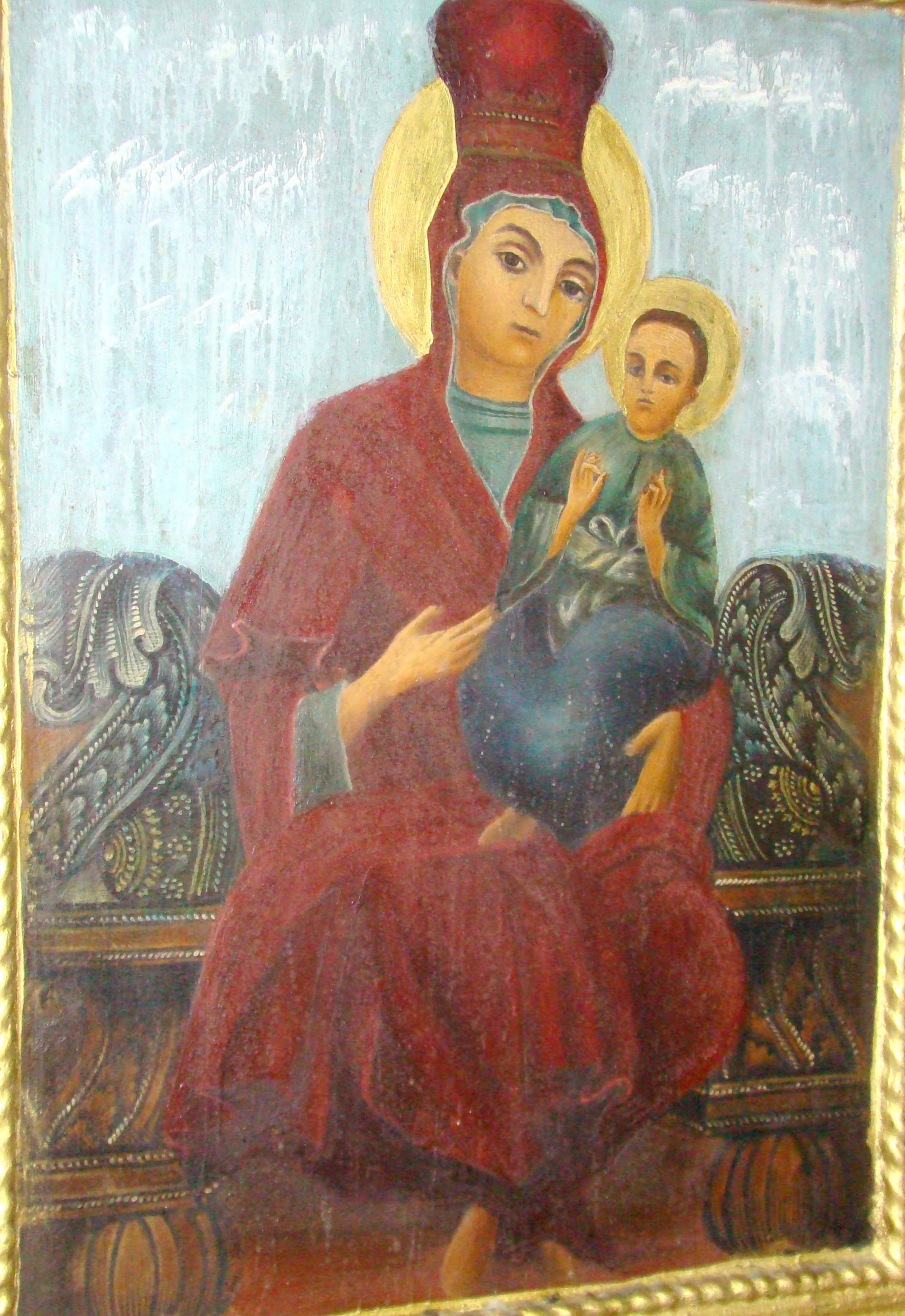
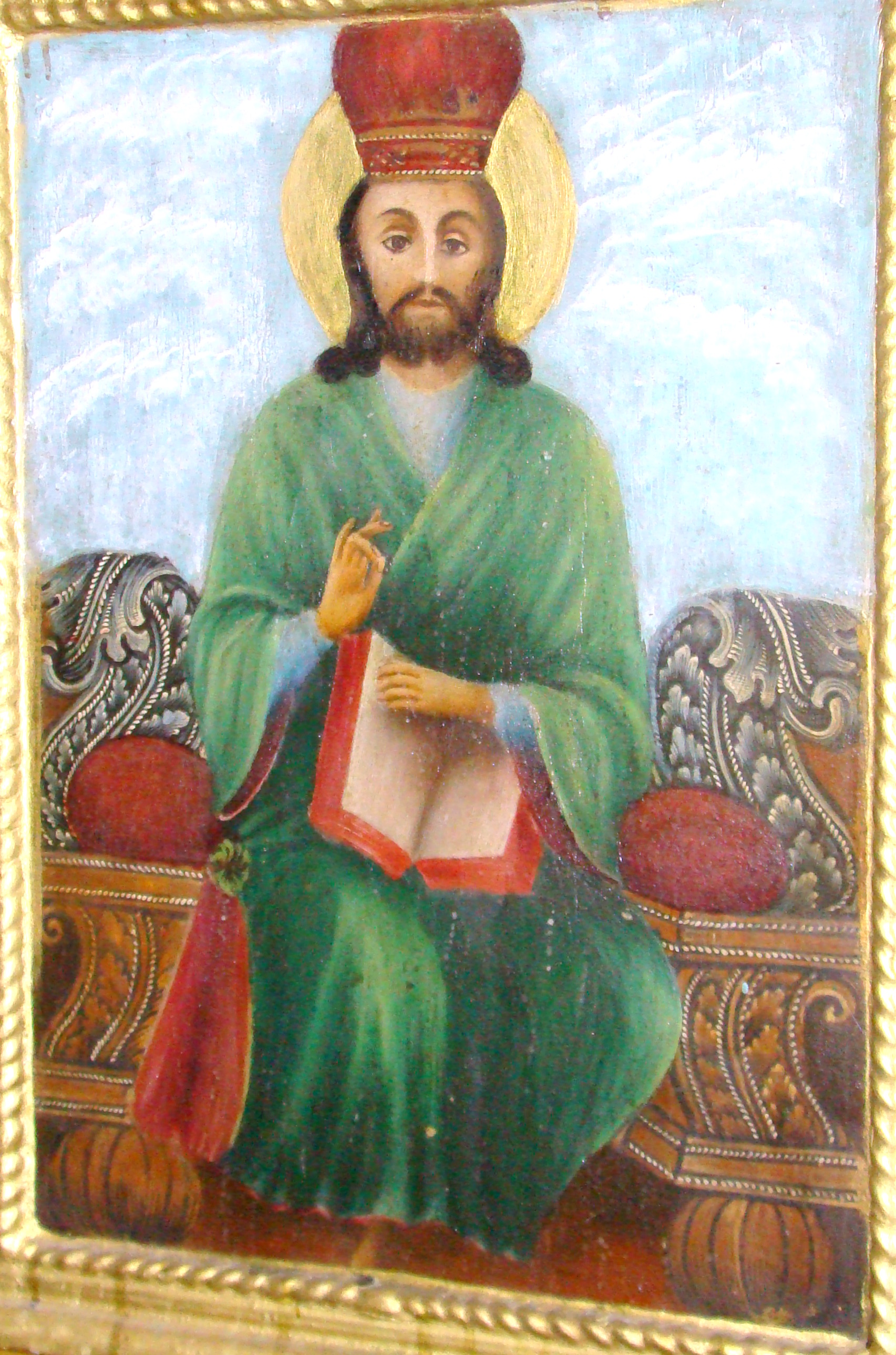
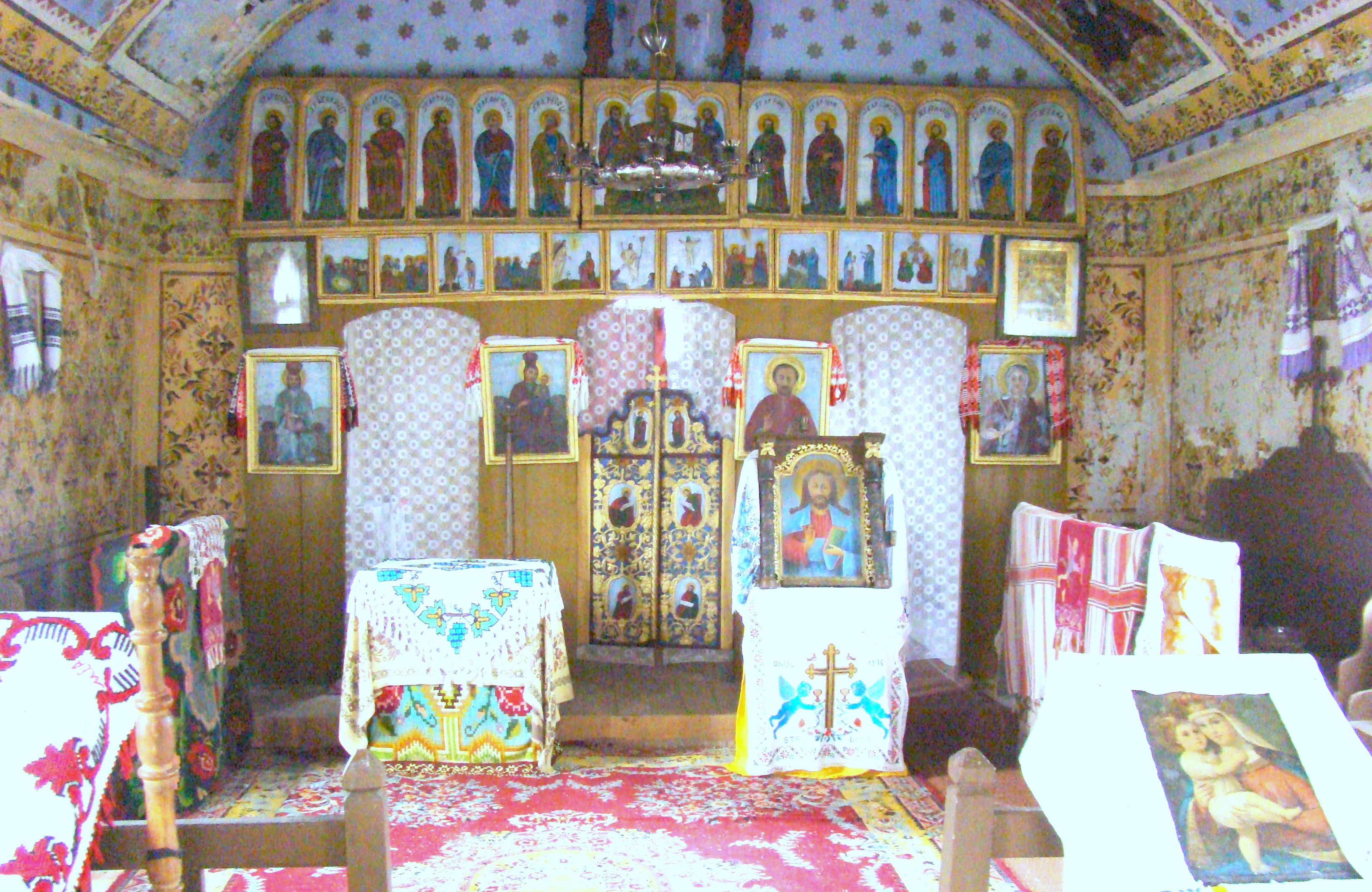
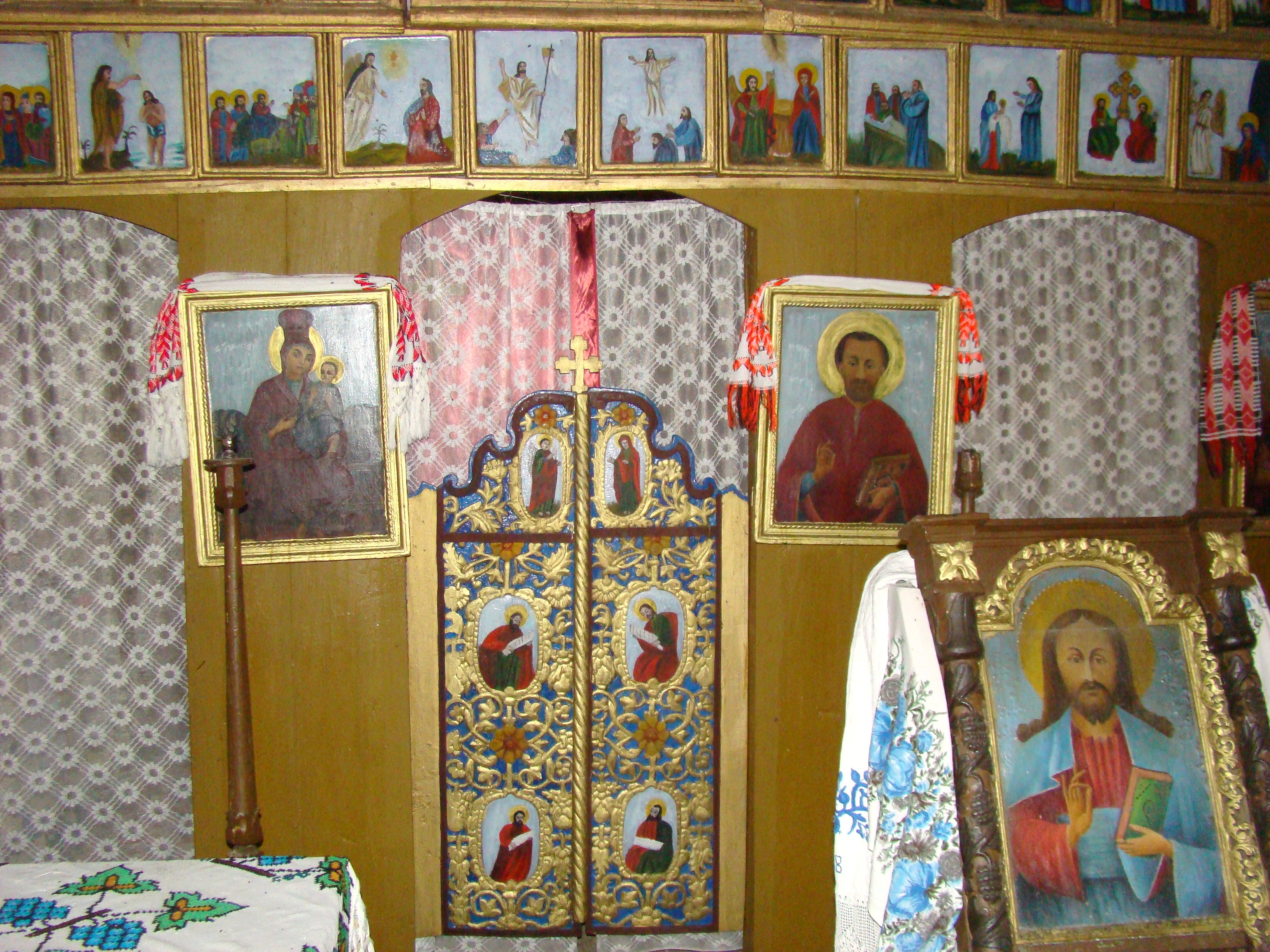
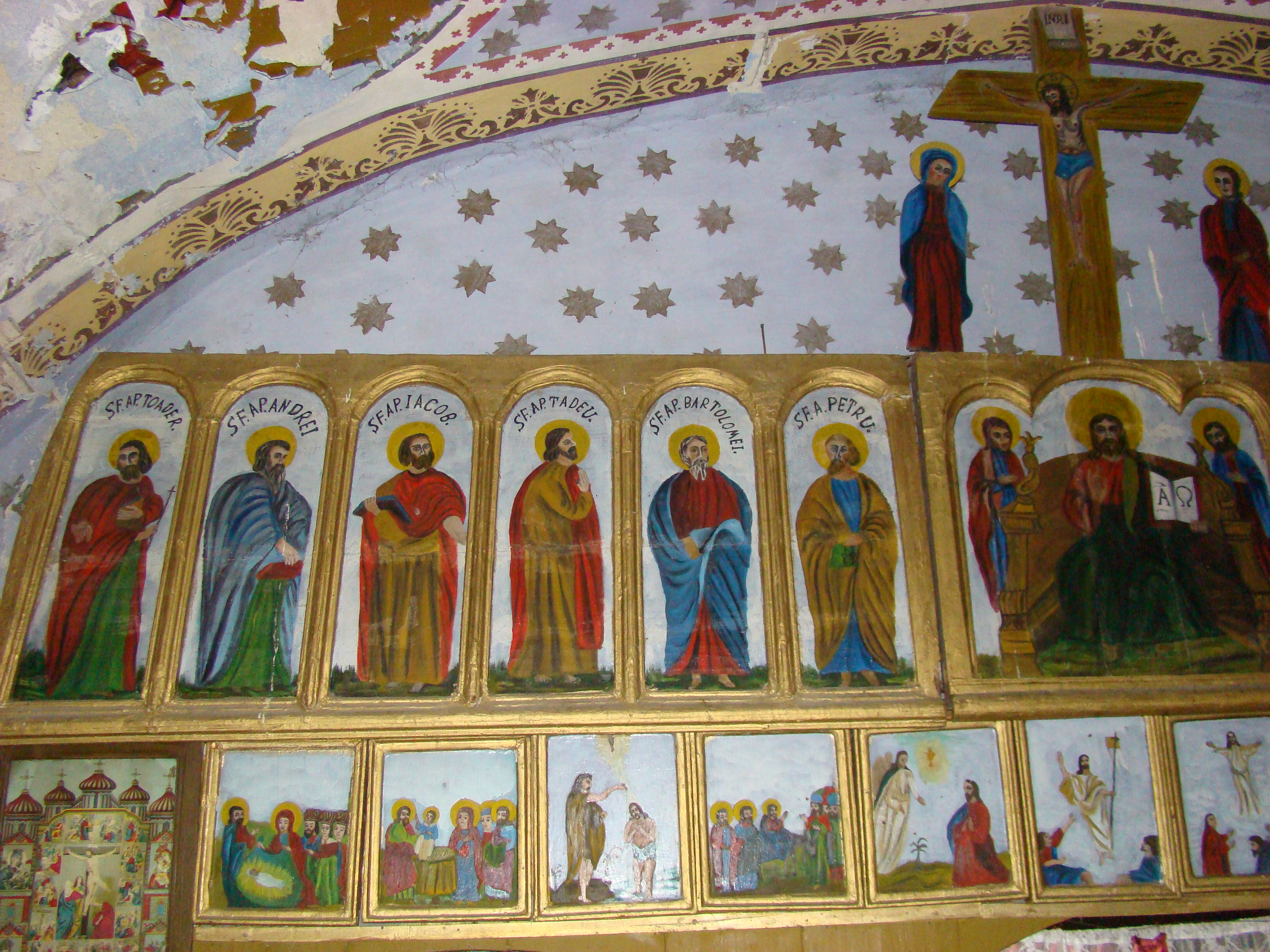
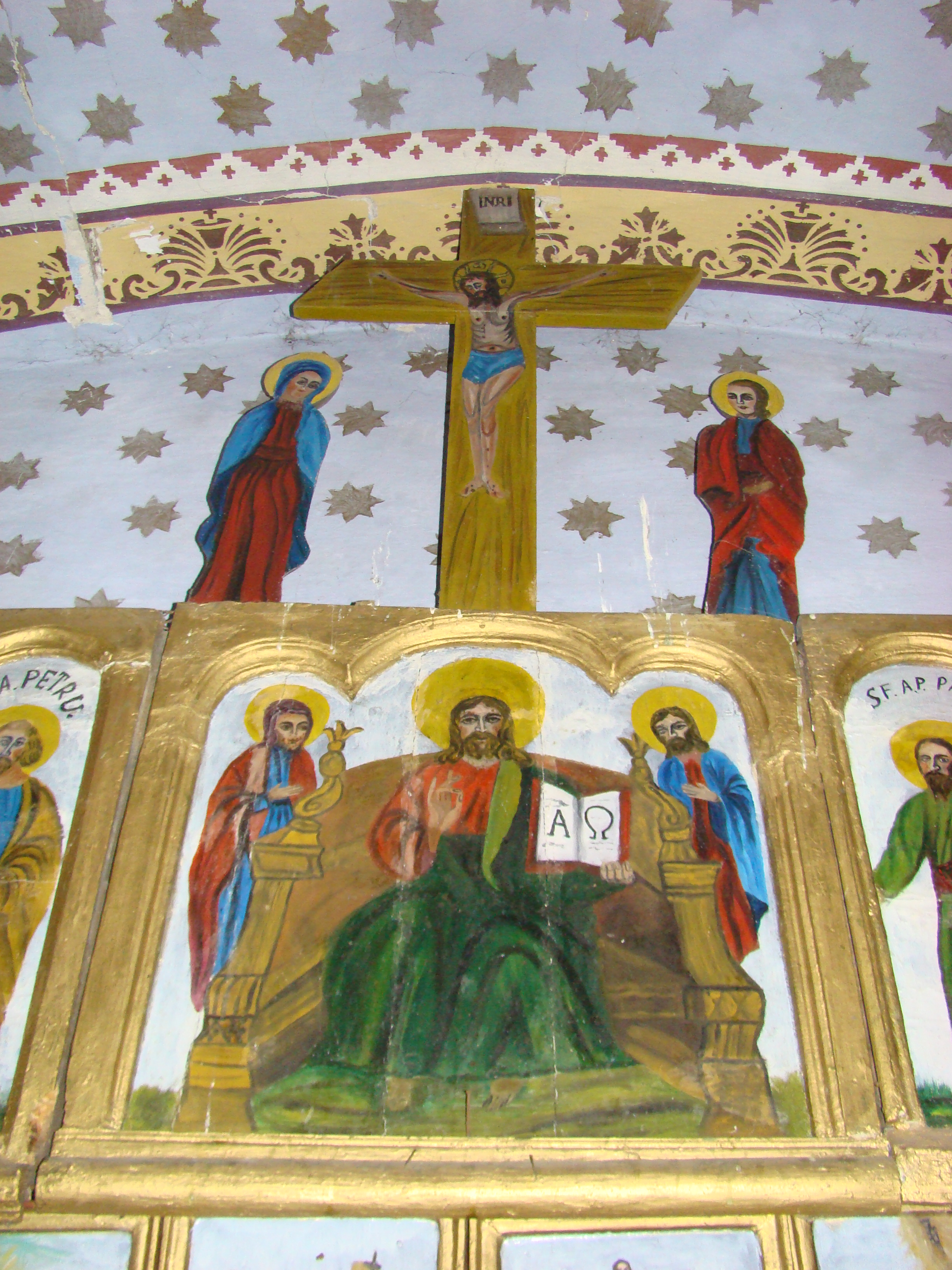
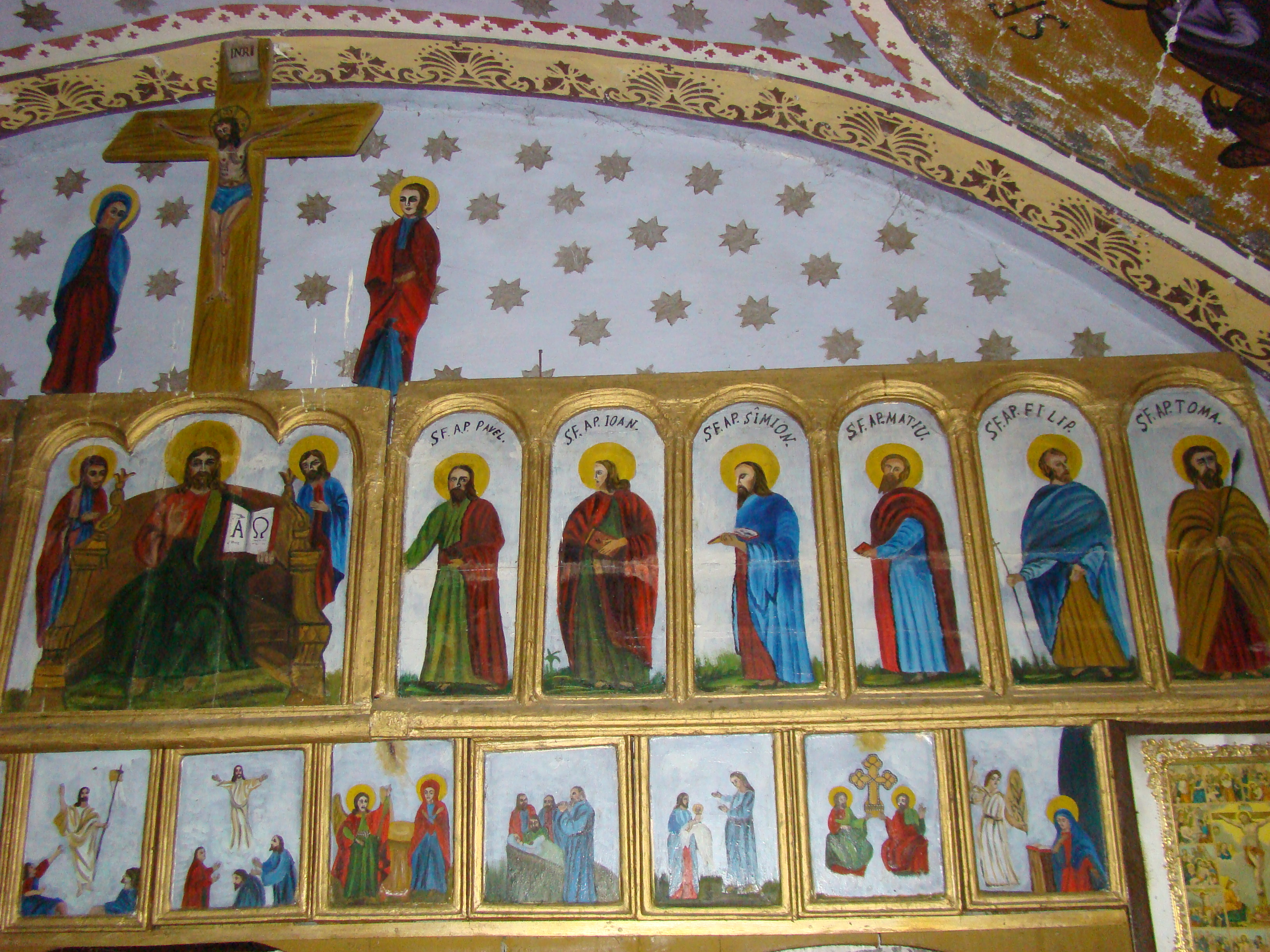
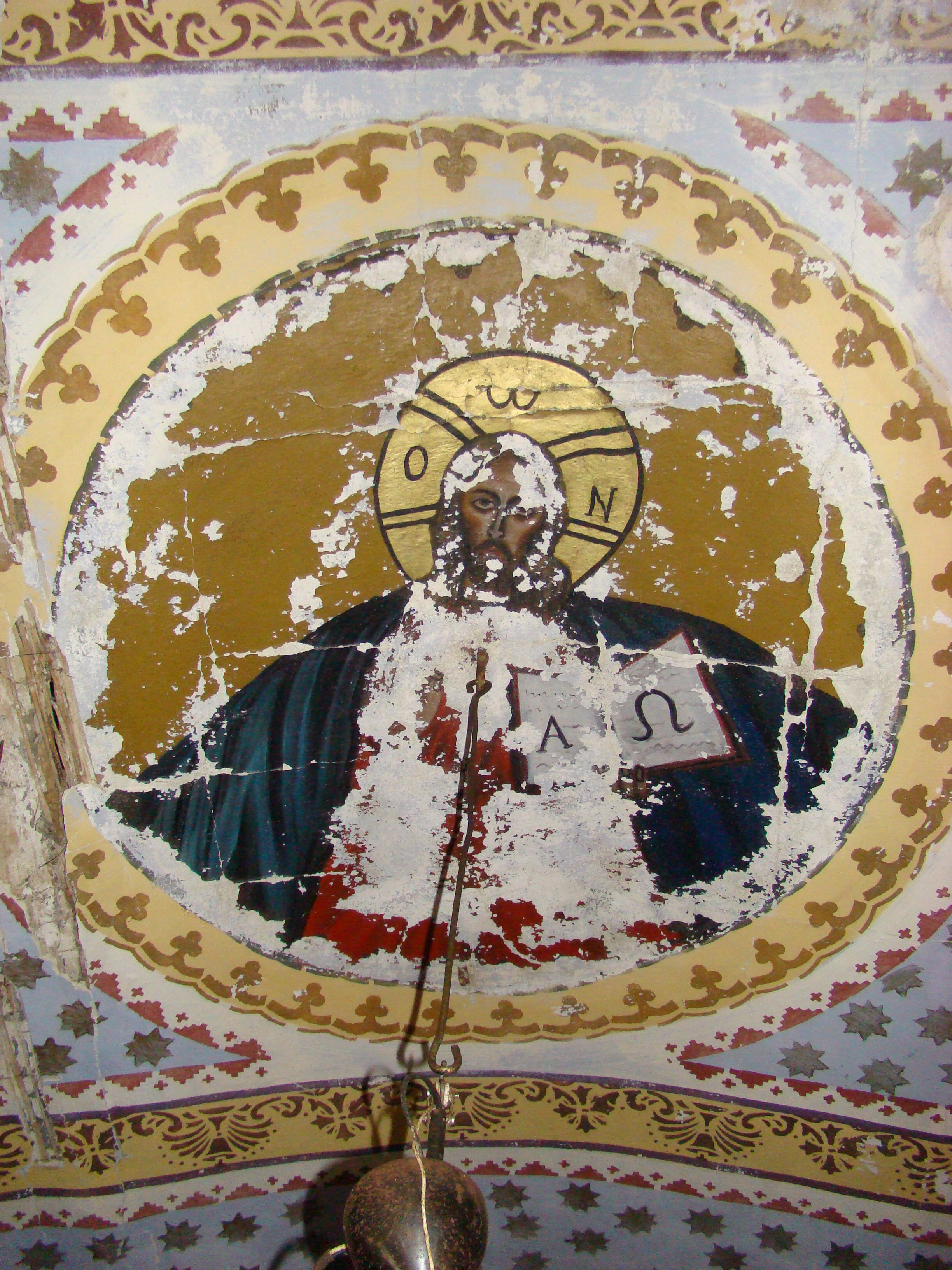
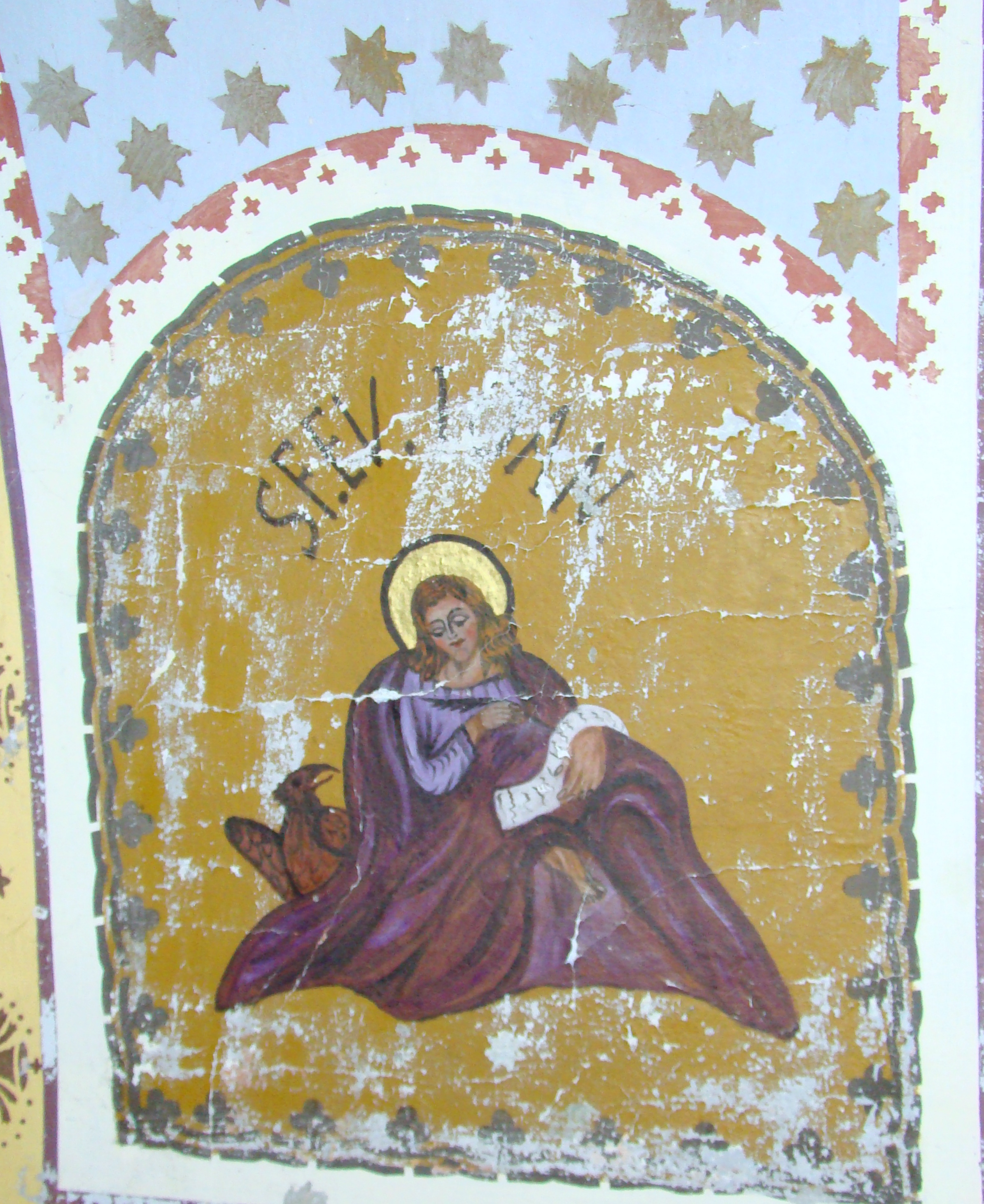
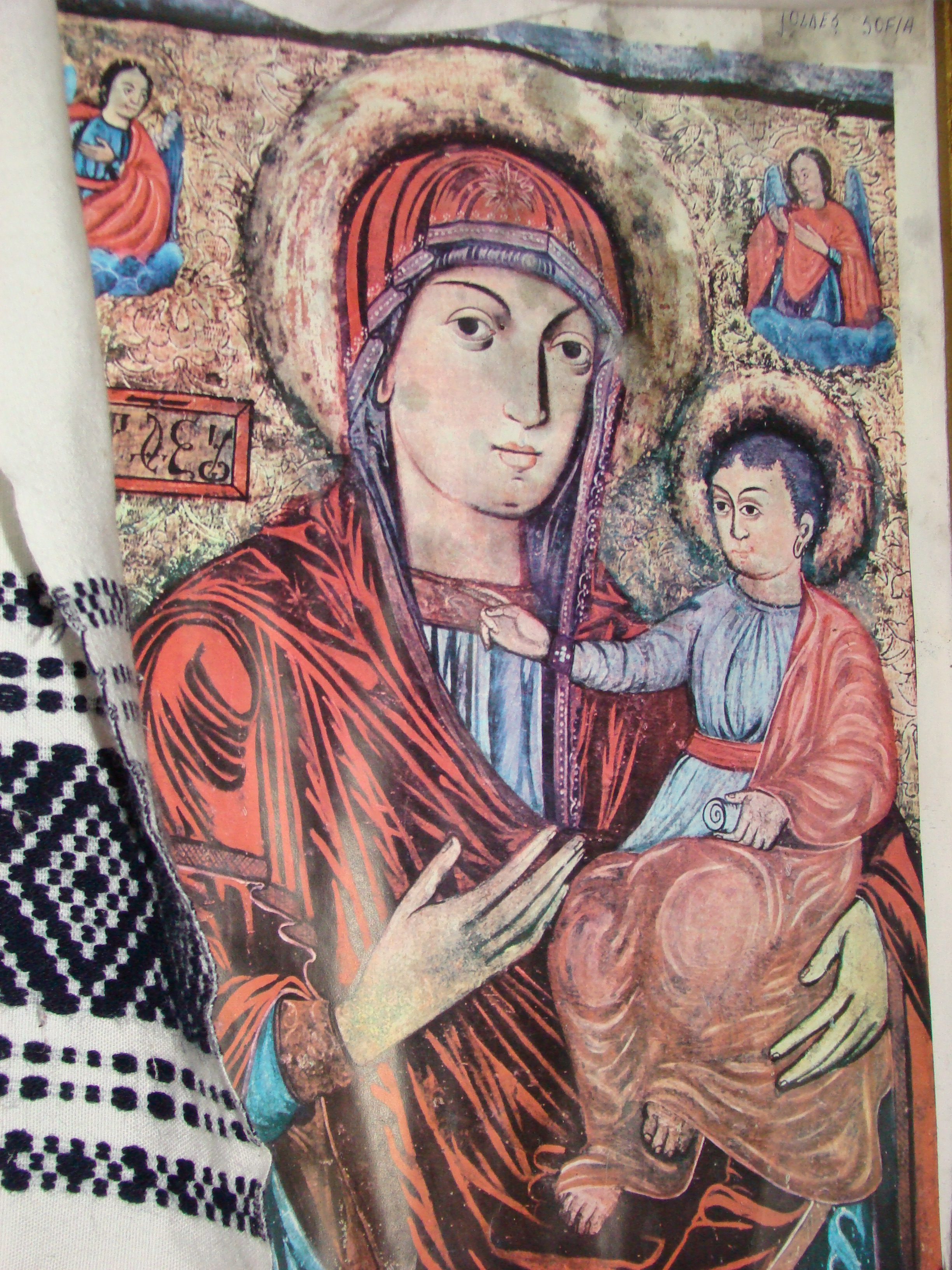
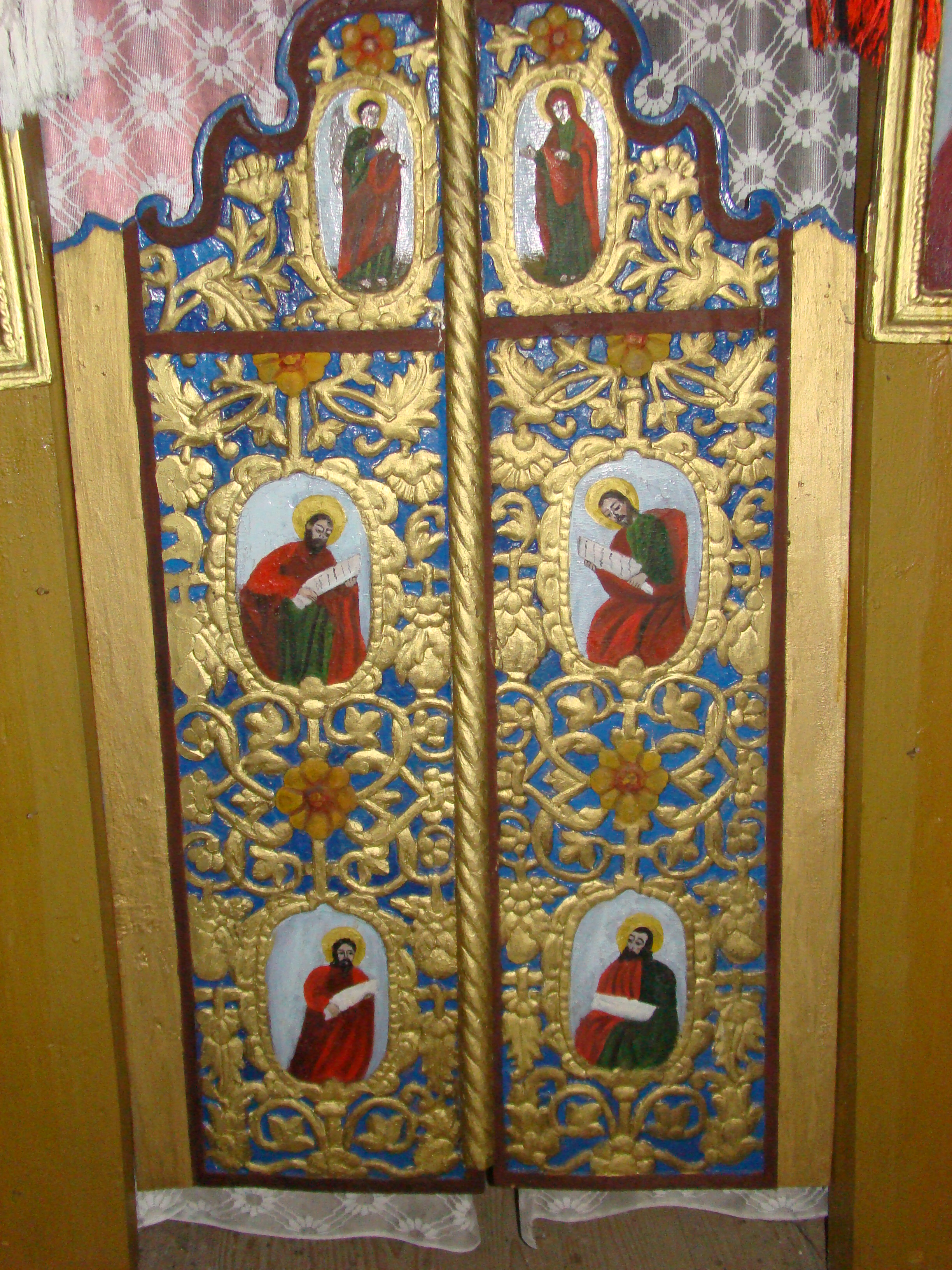
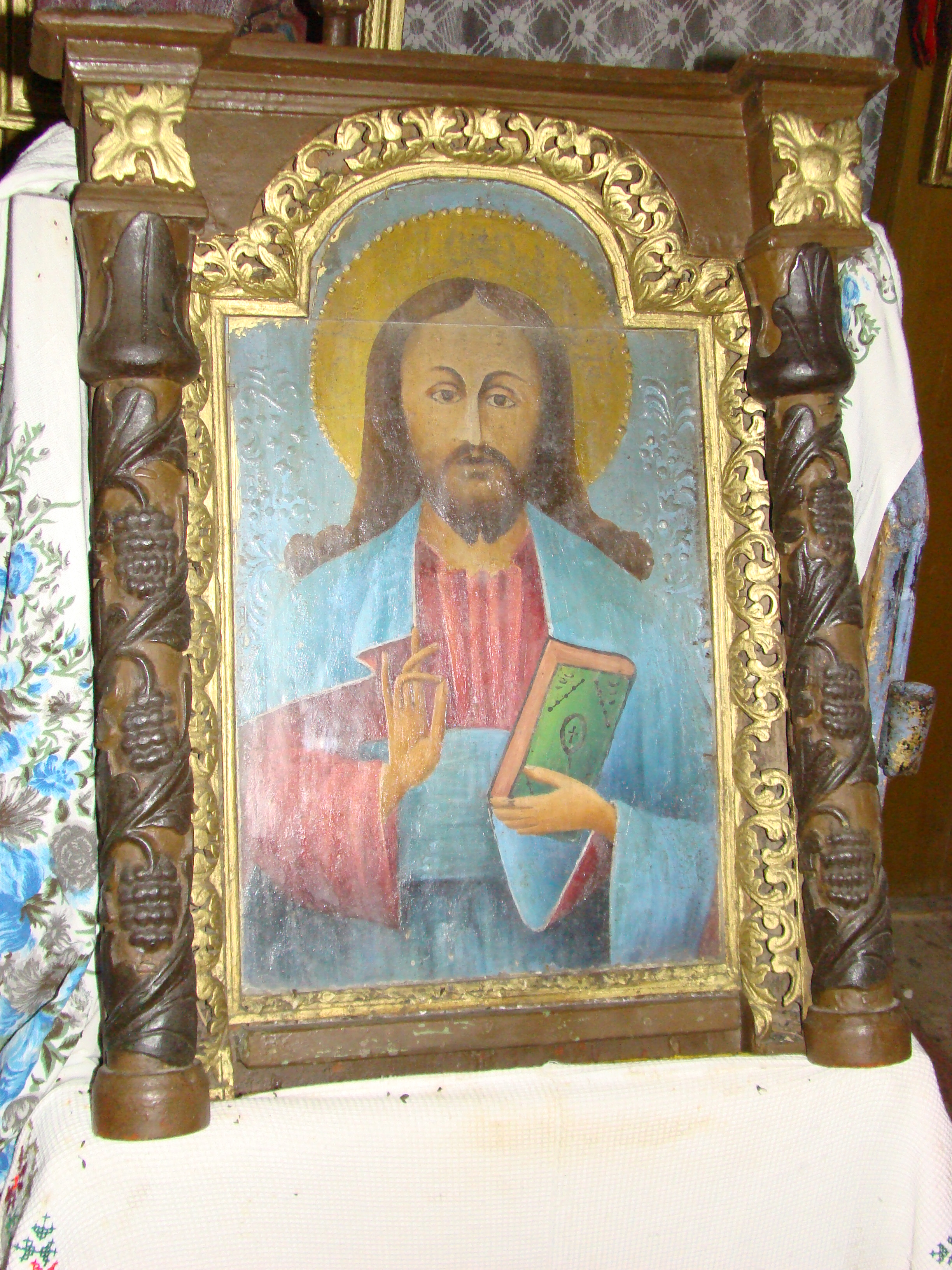
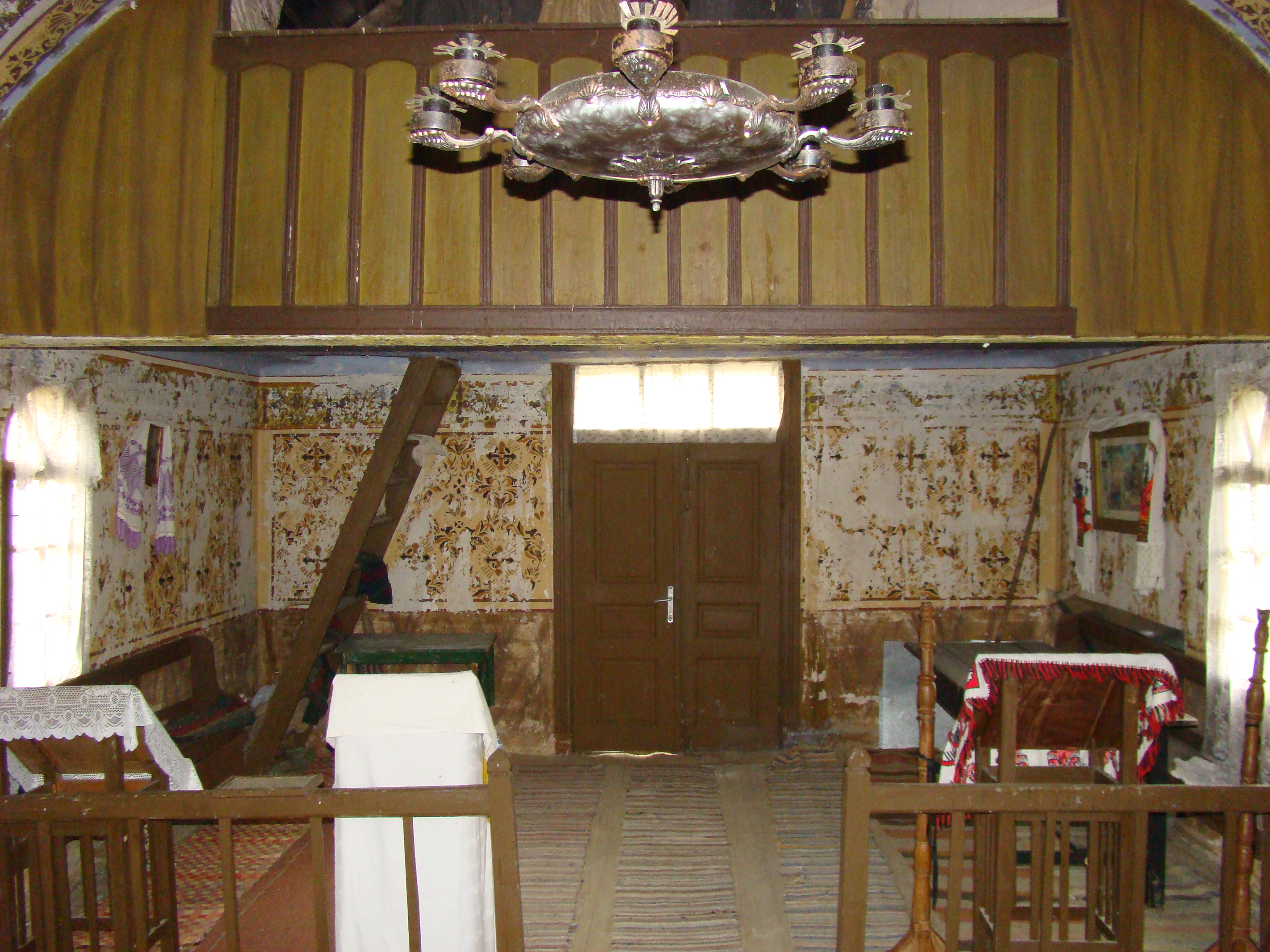

## Imagini din exterior

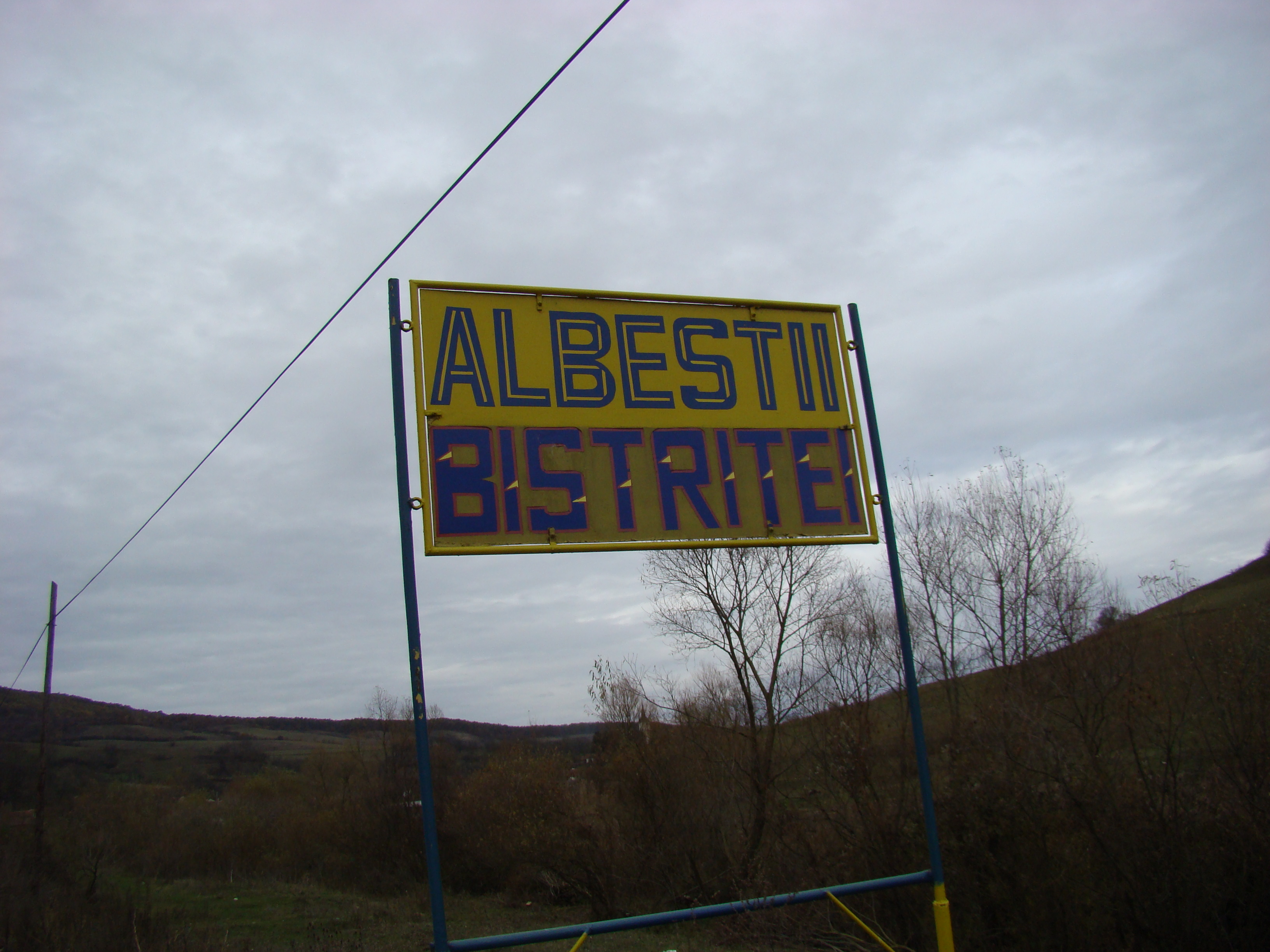
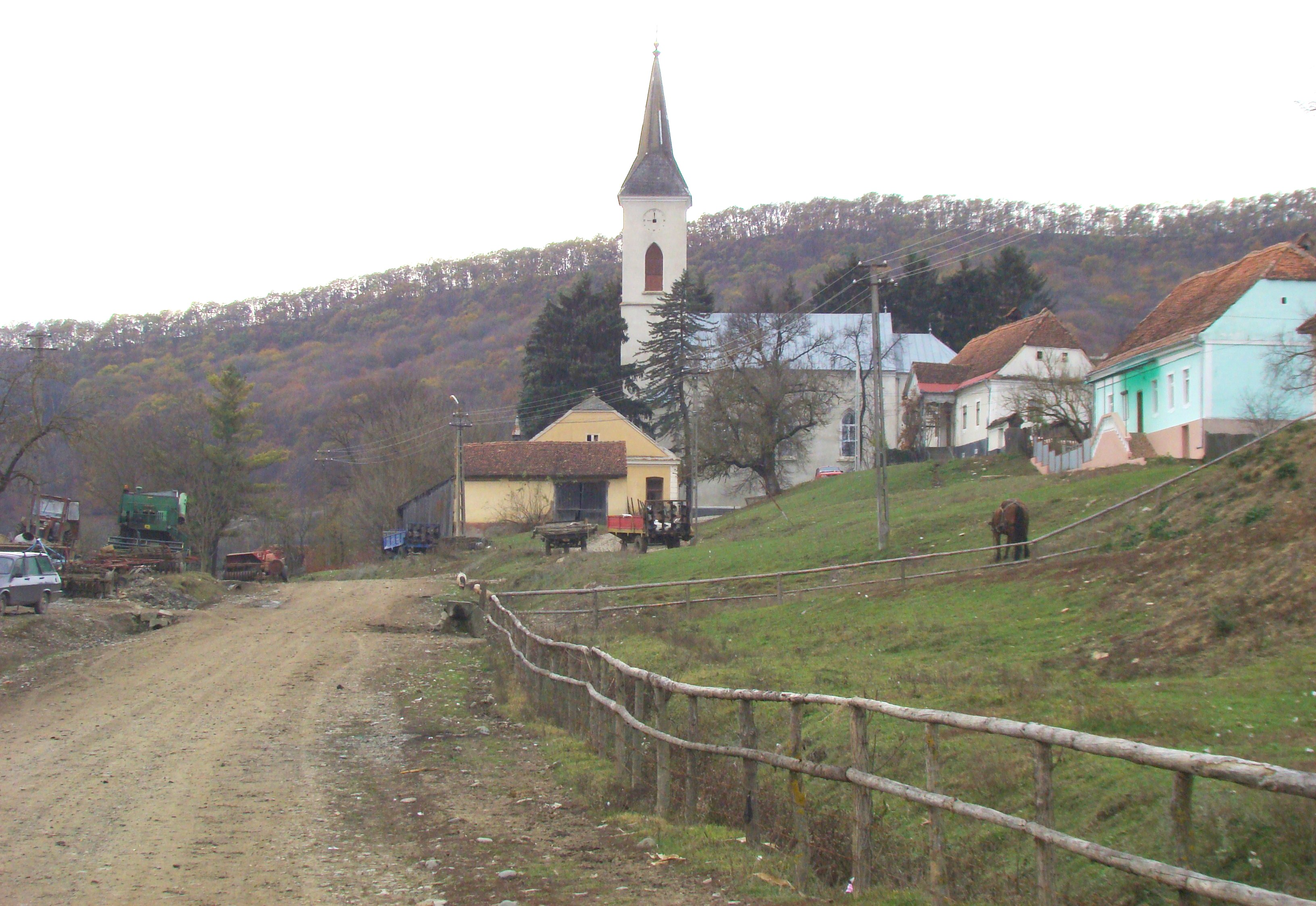
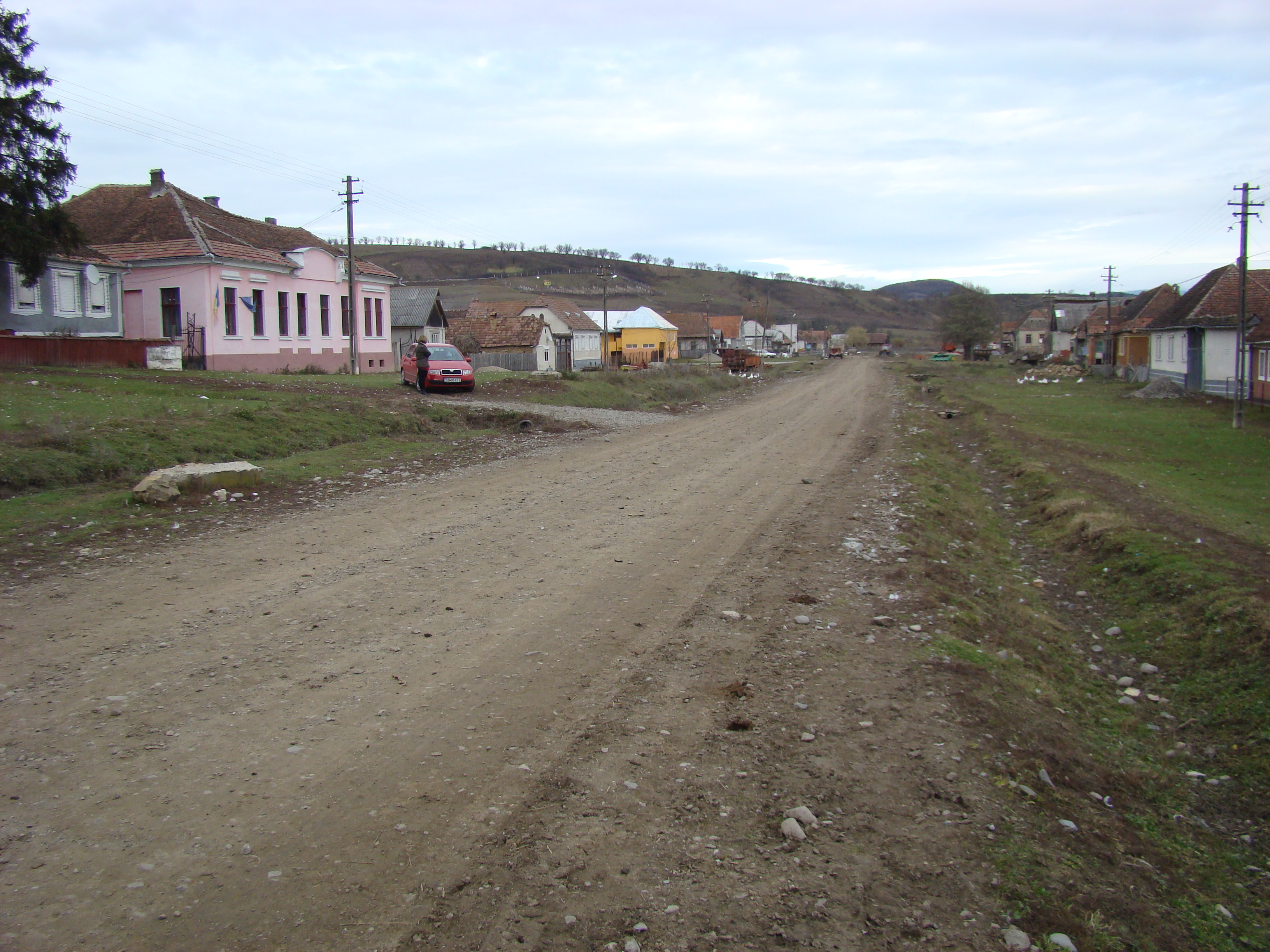
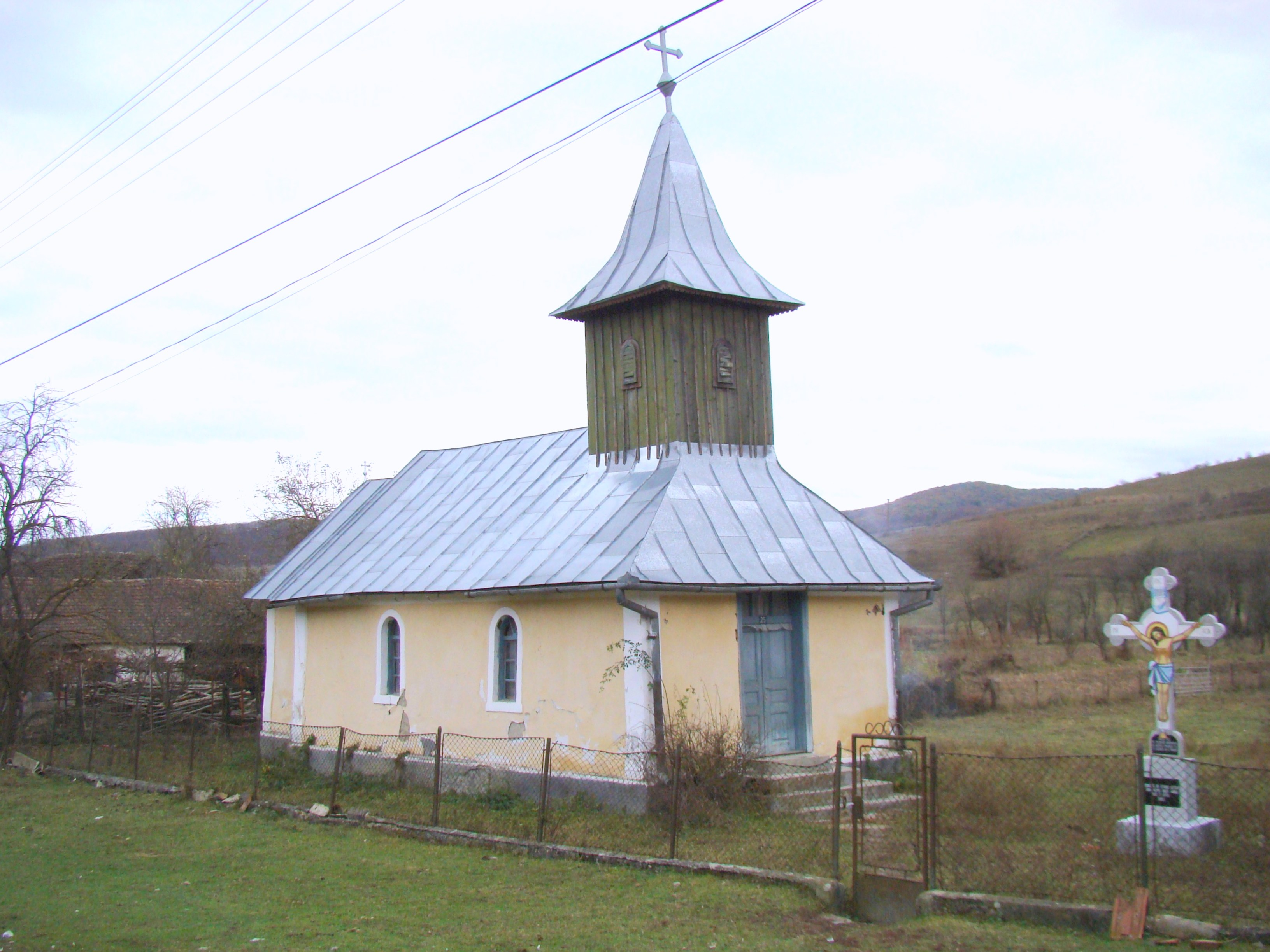
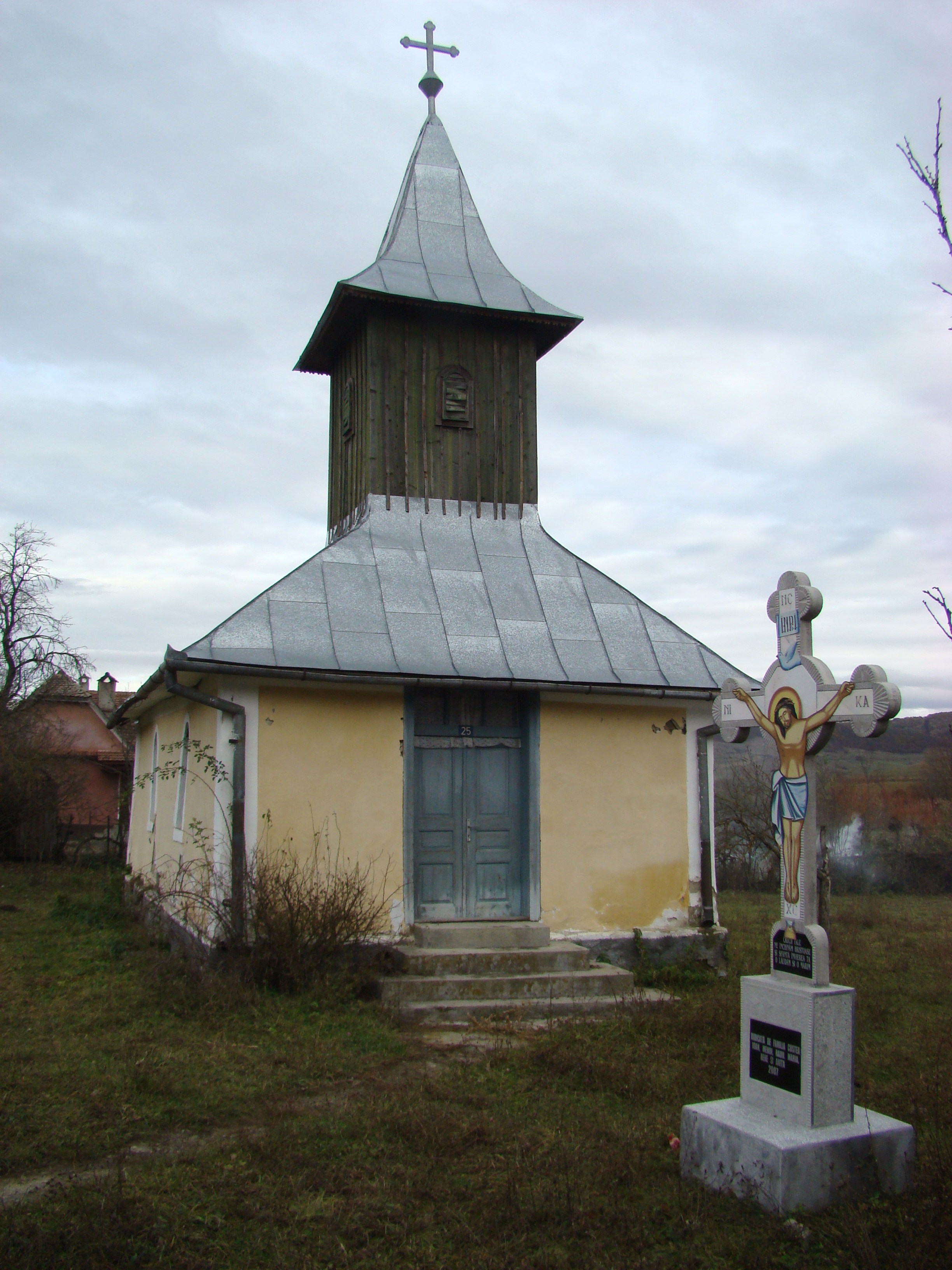
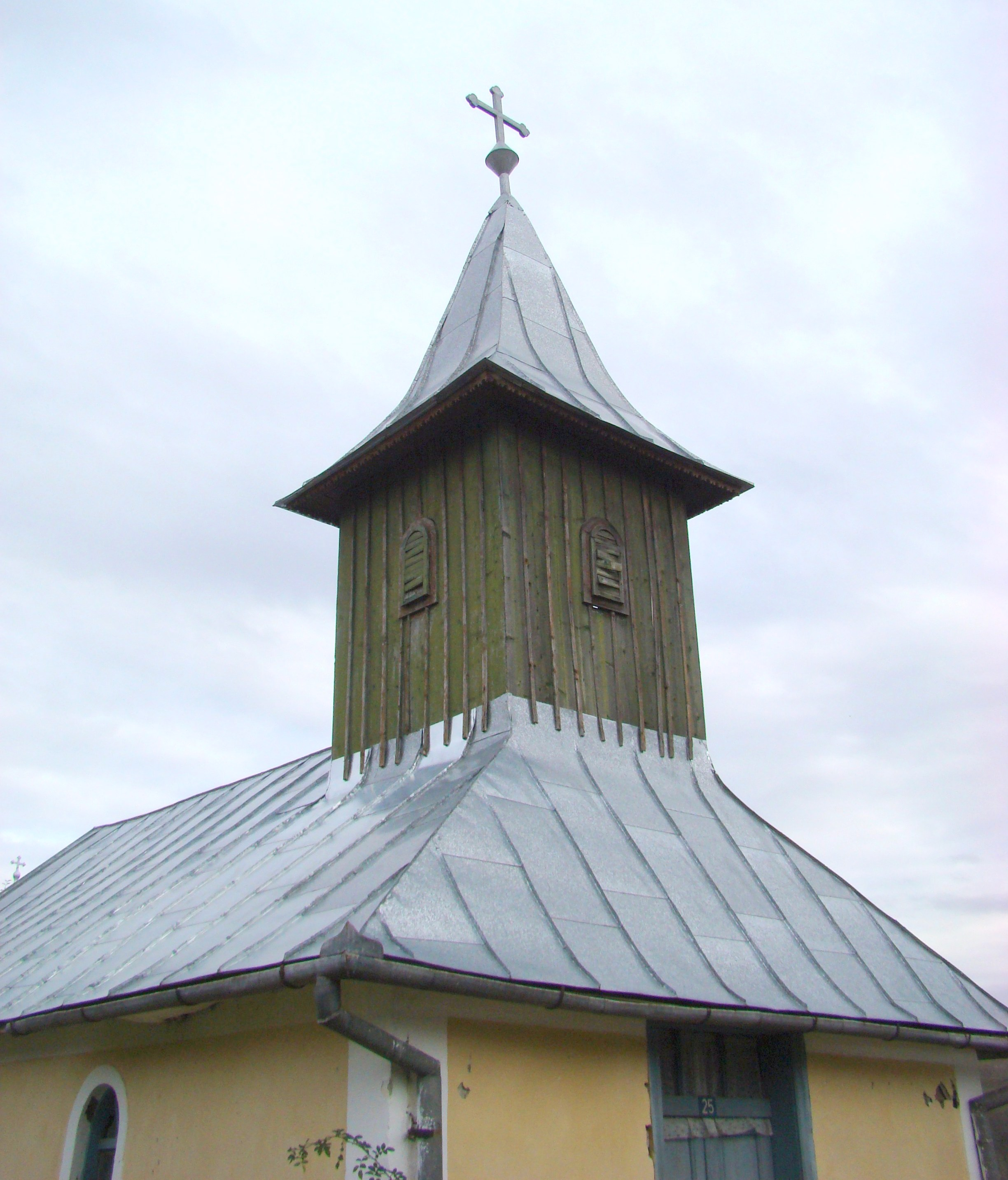
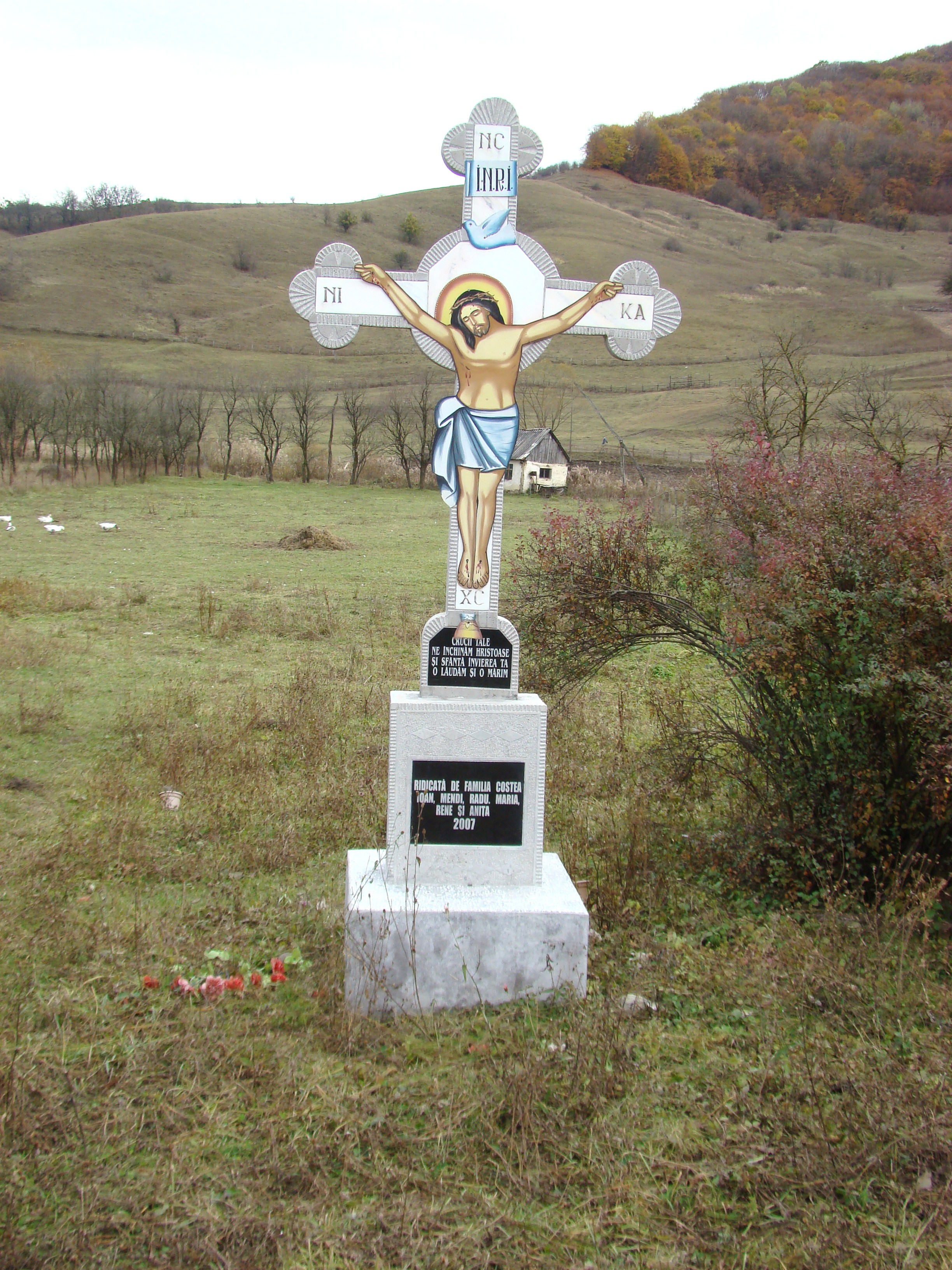
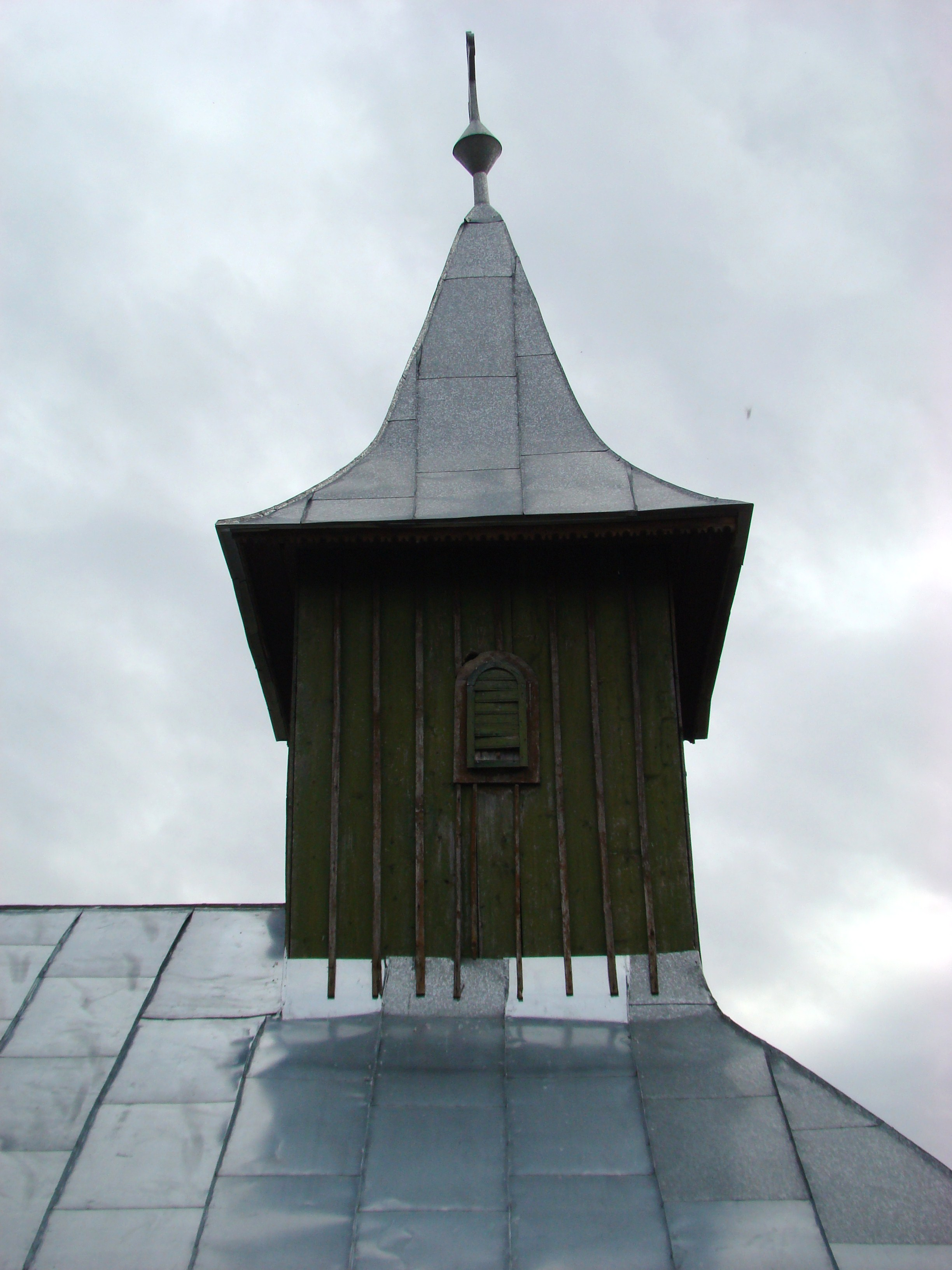
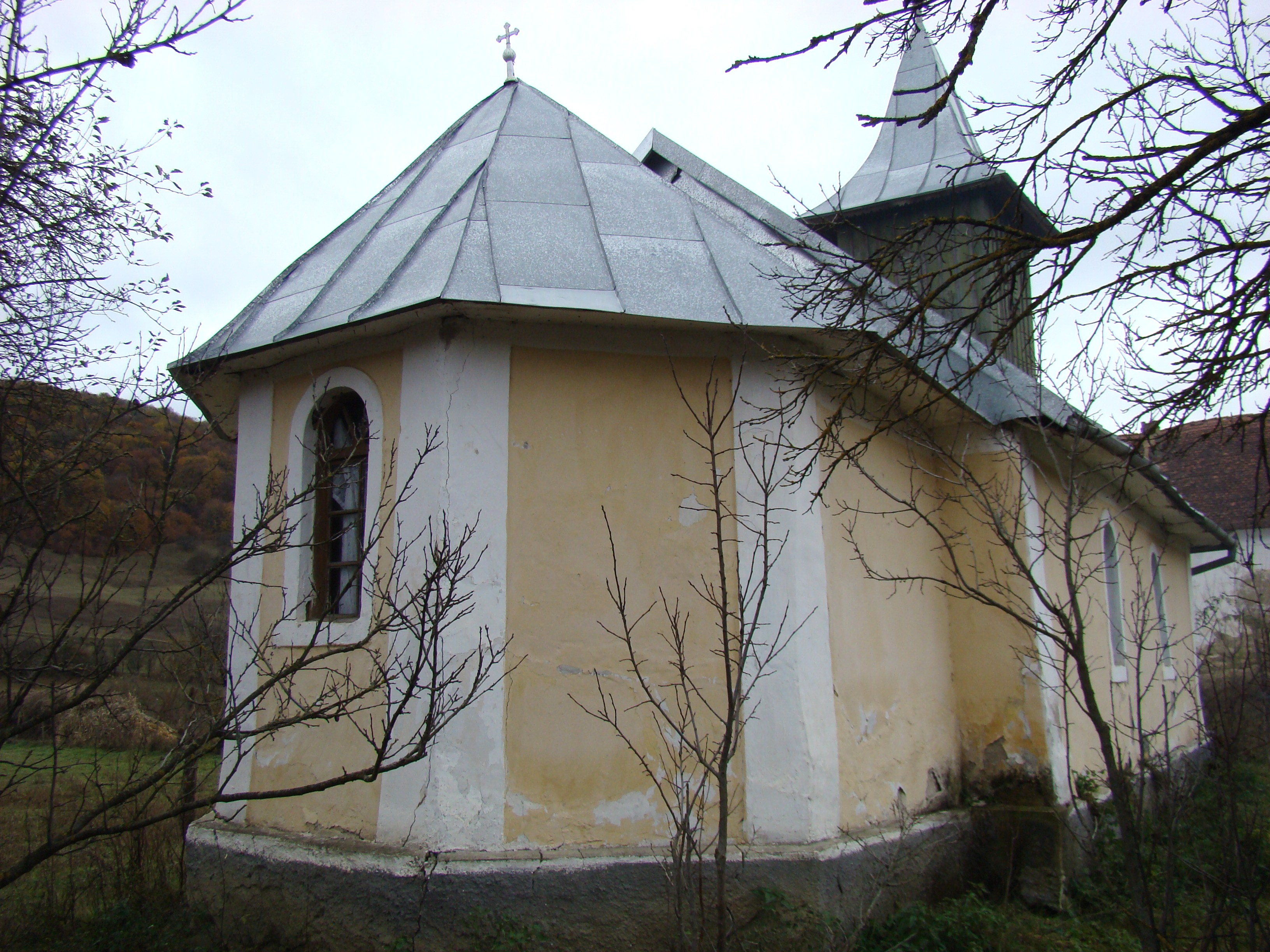
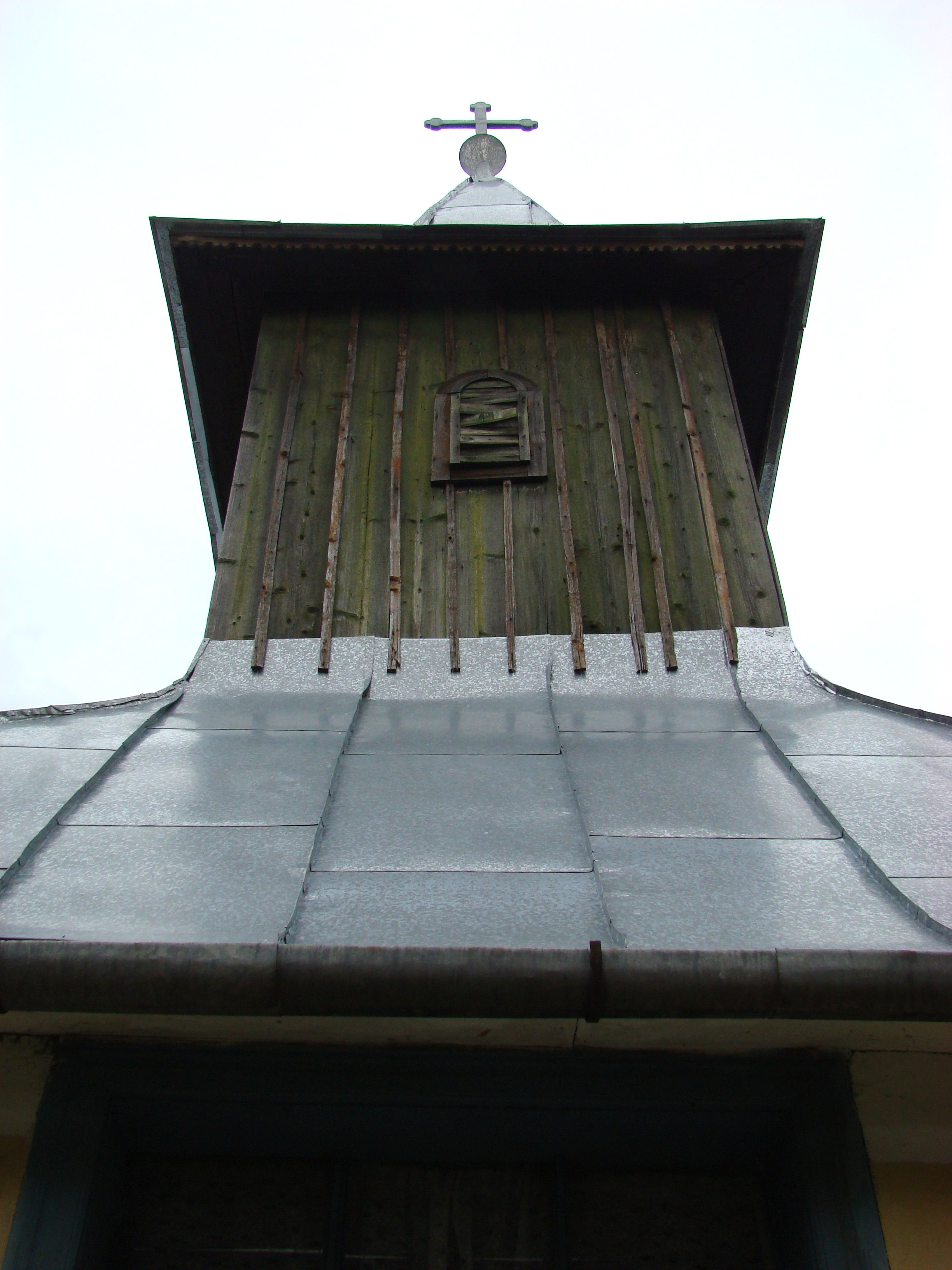
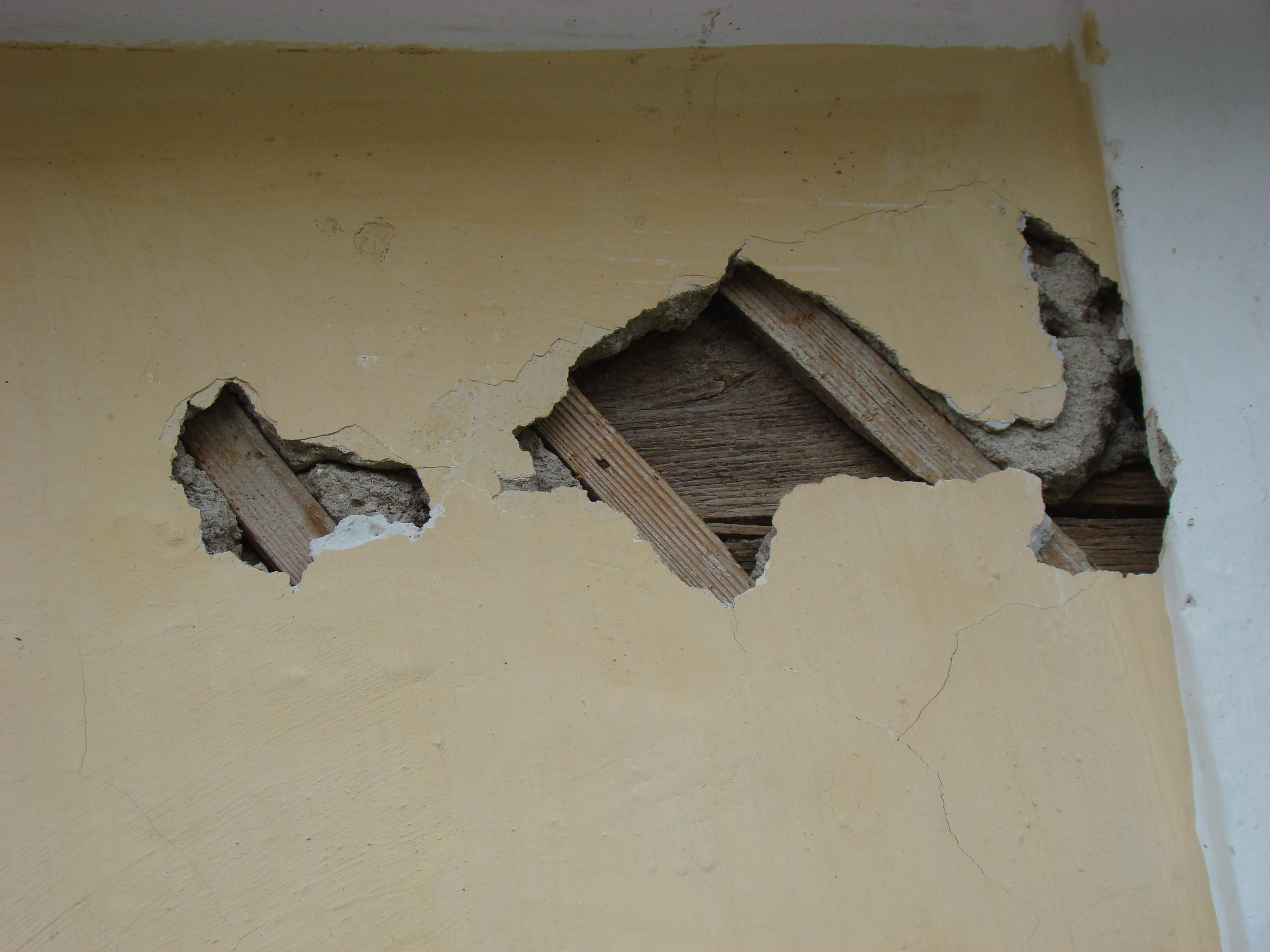
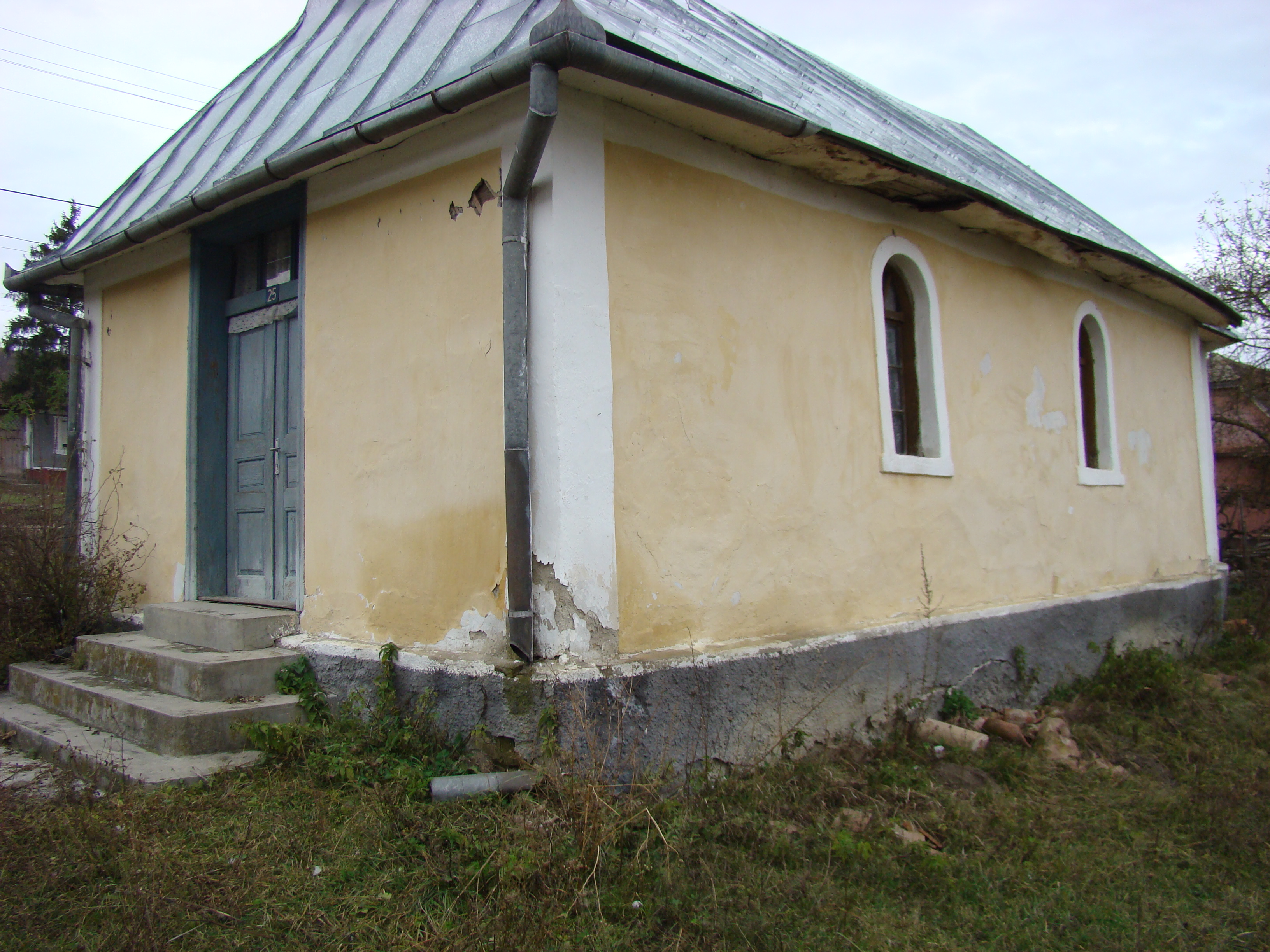
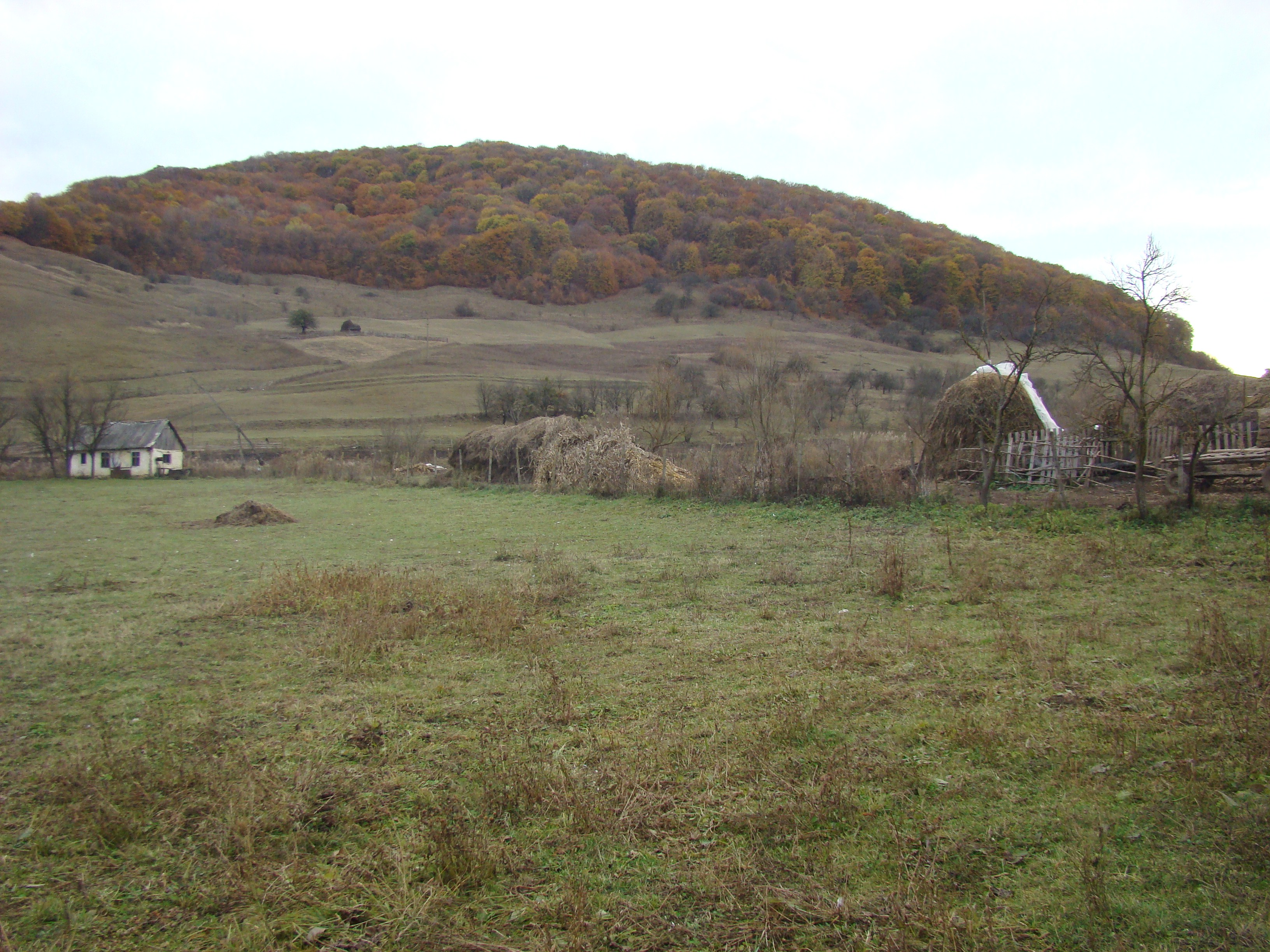
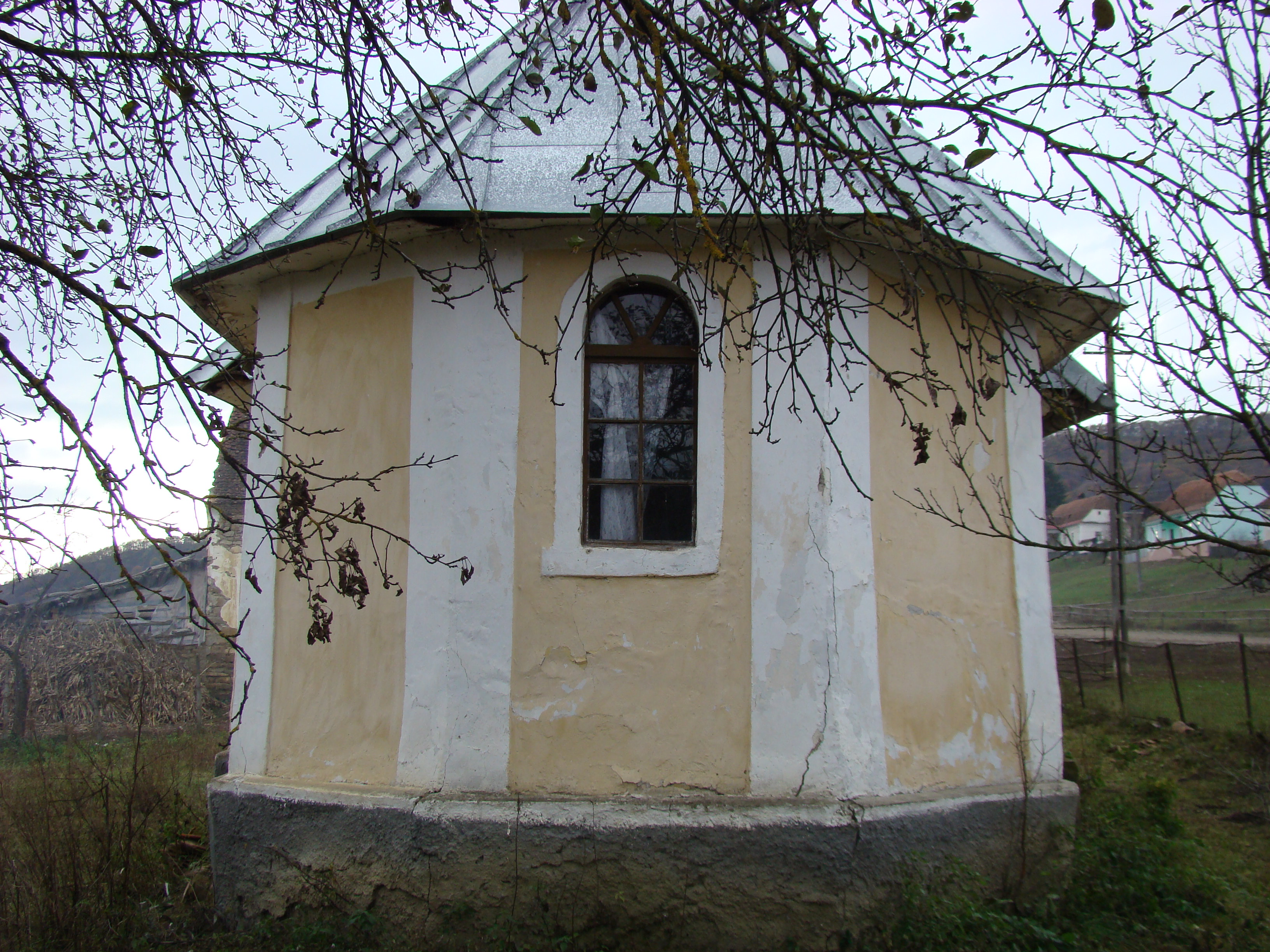
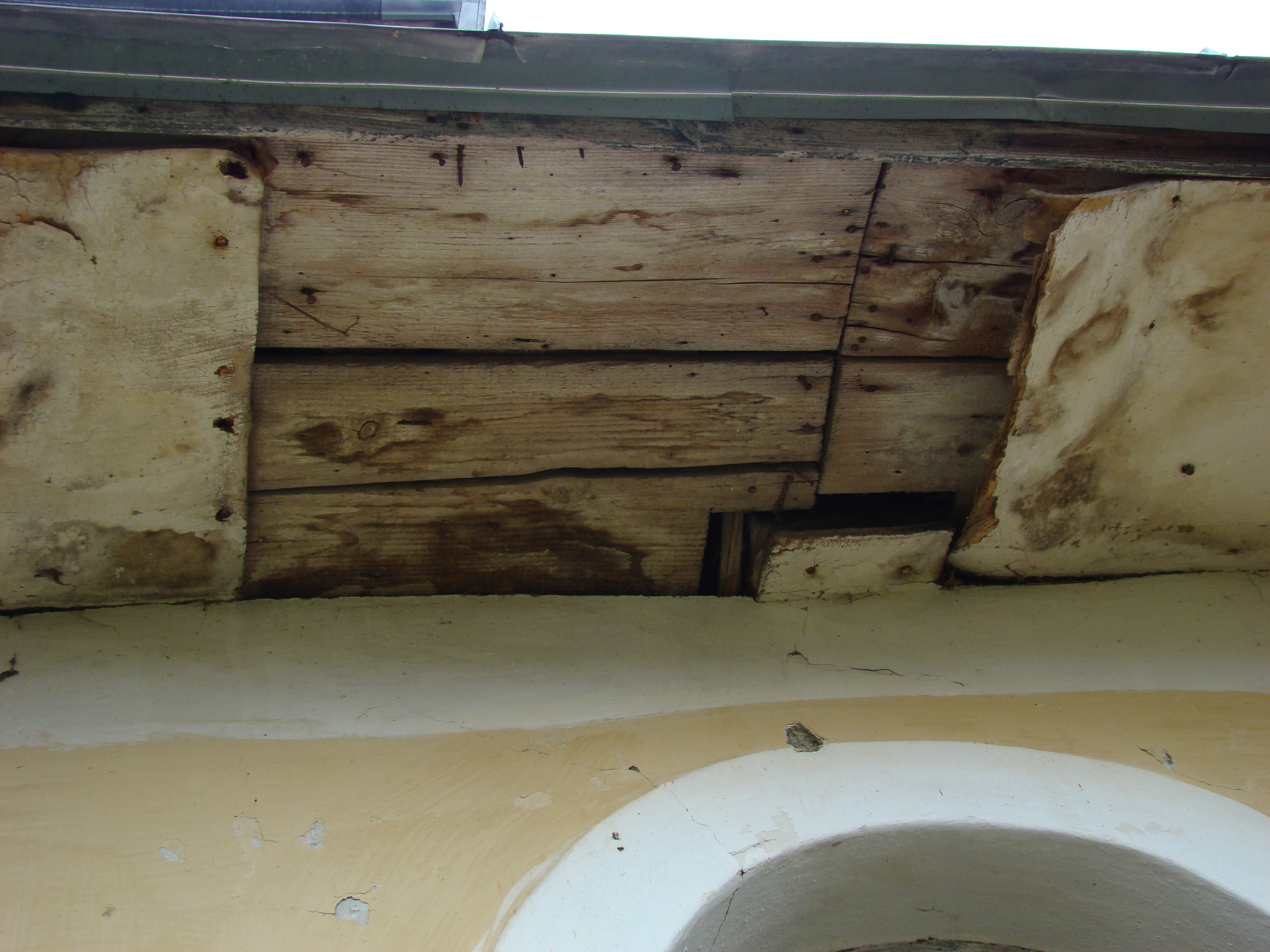
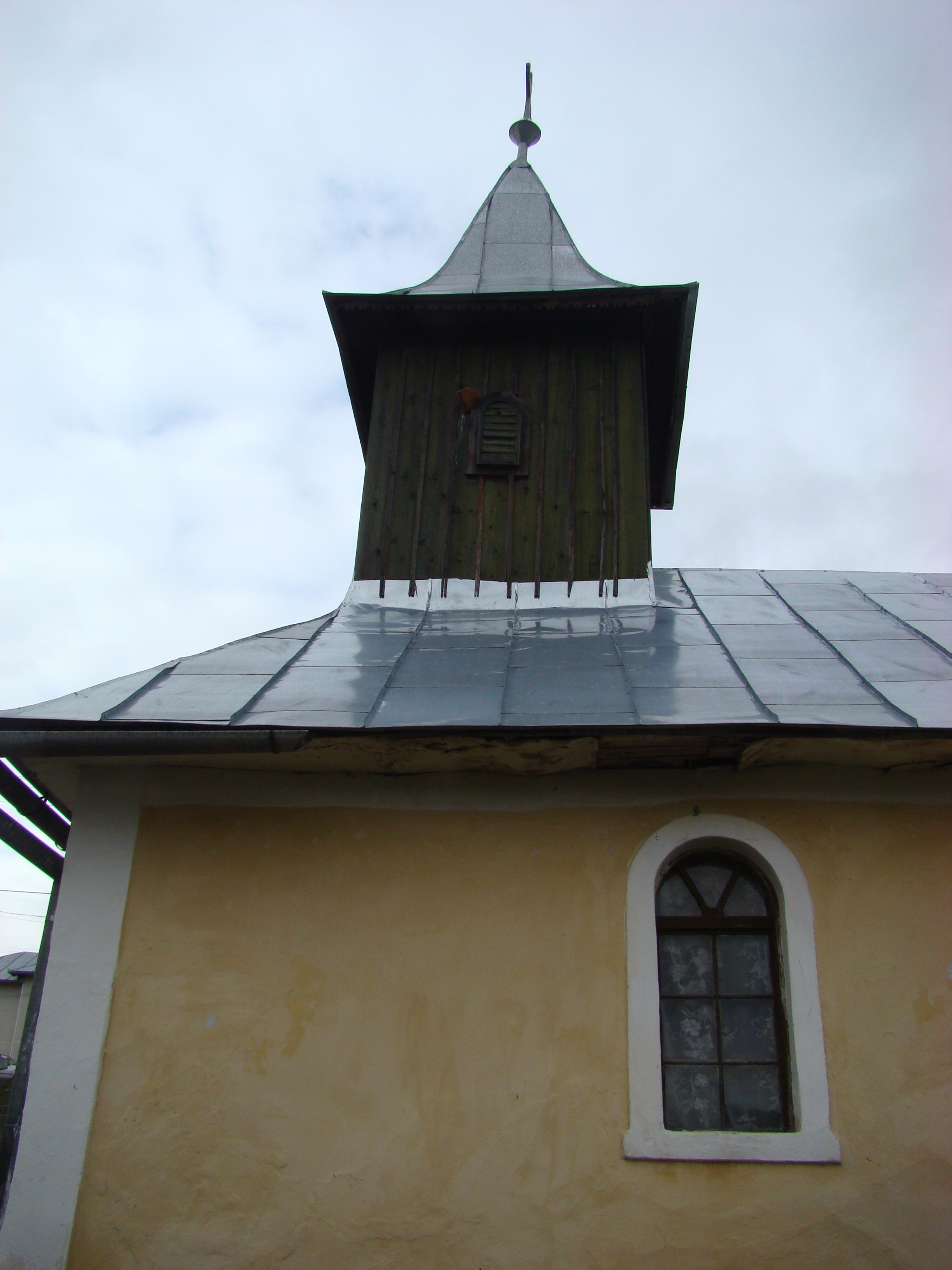
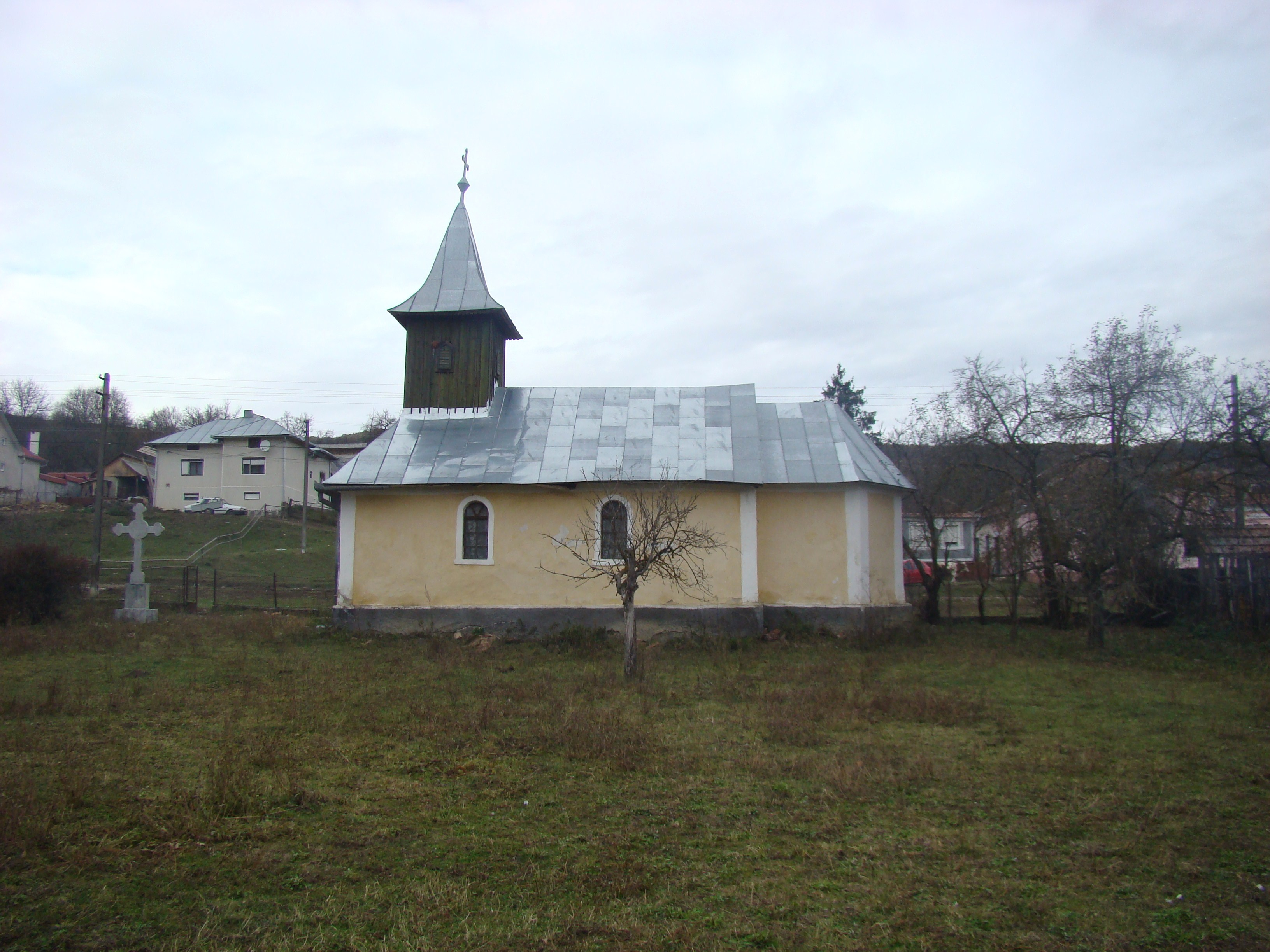
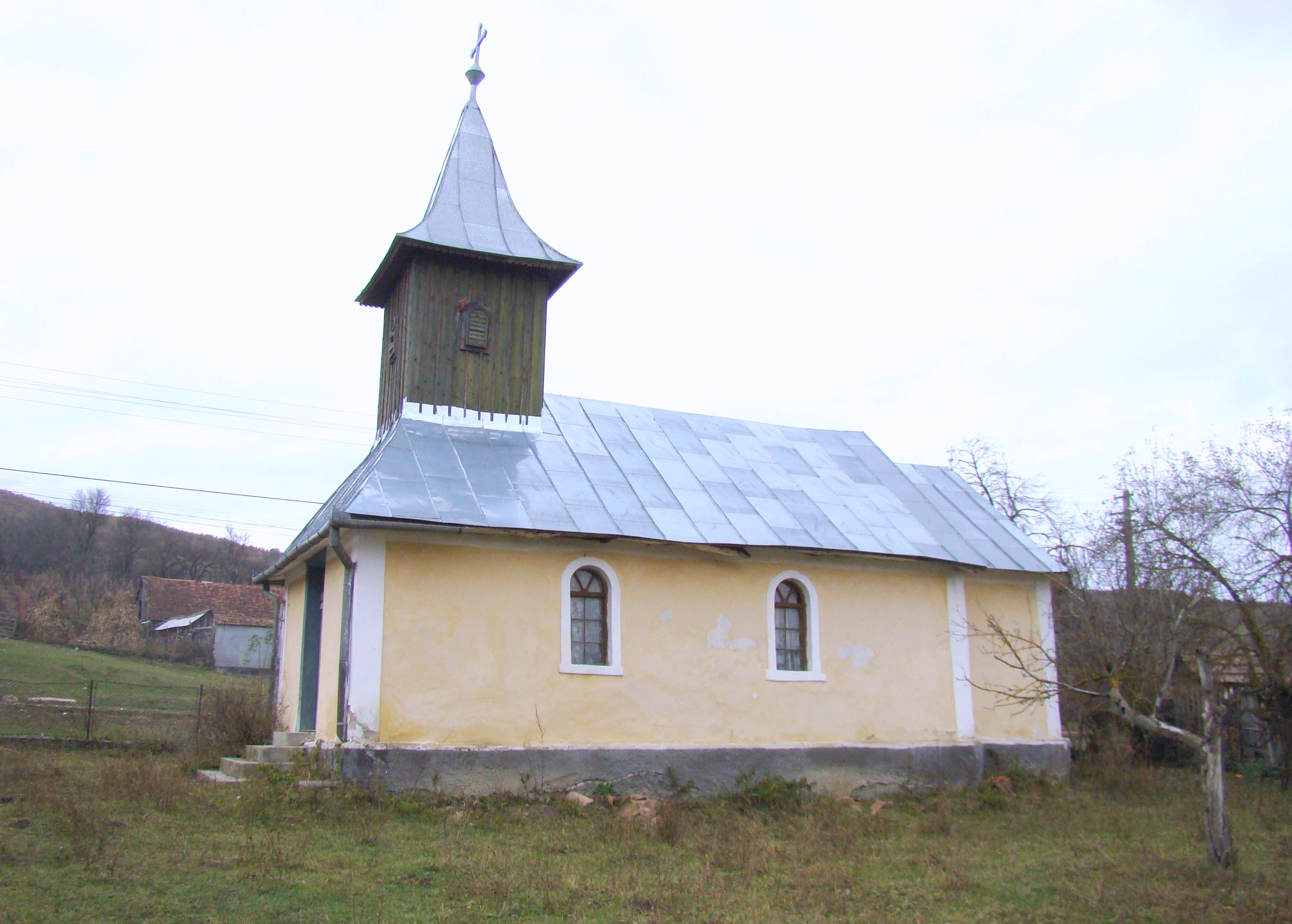
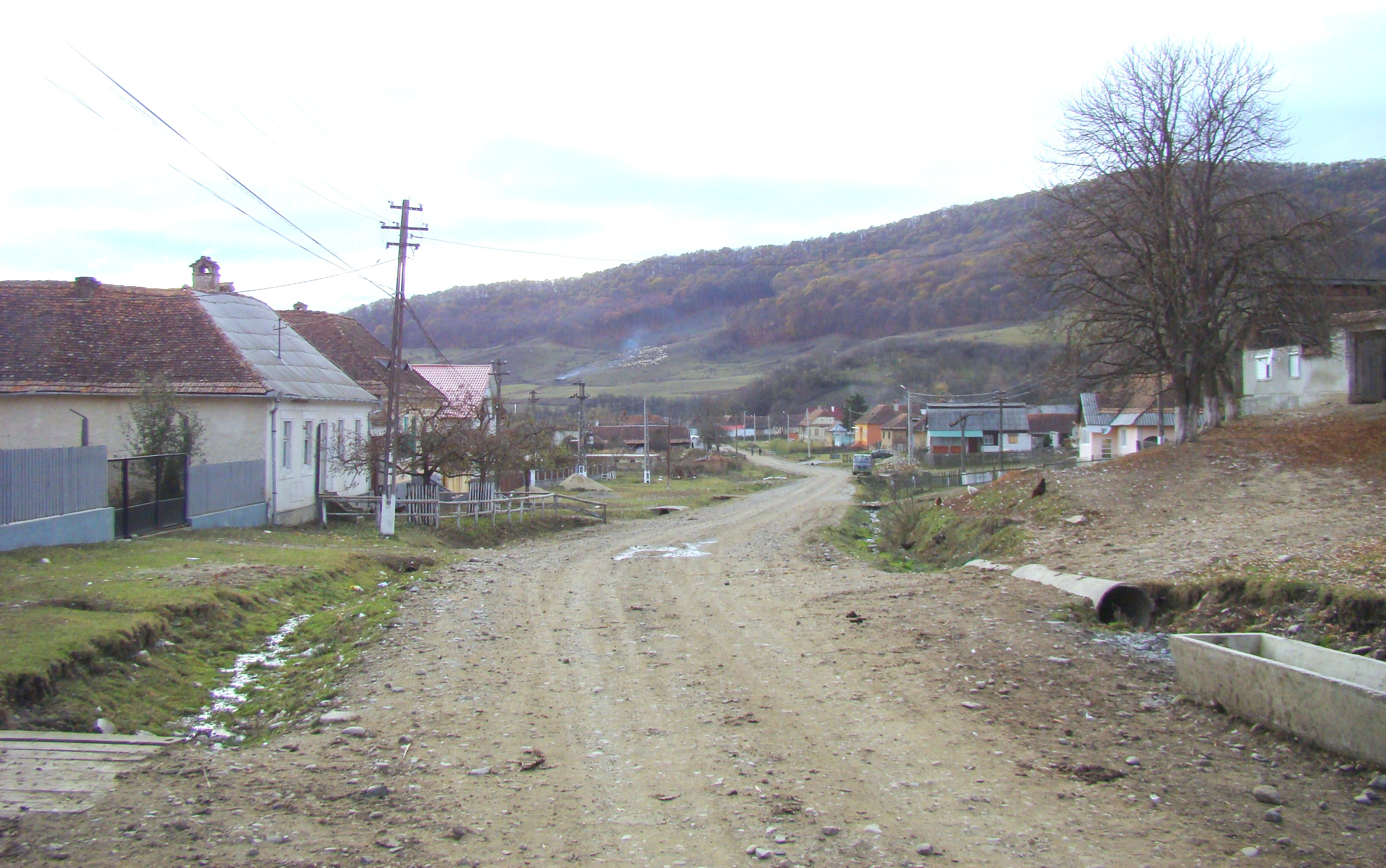
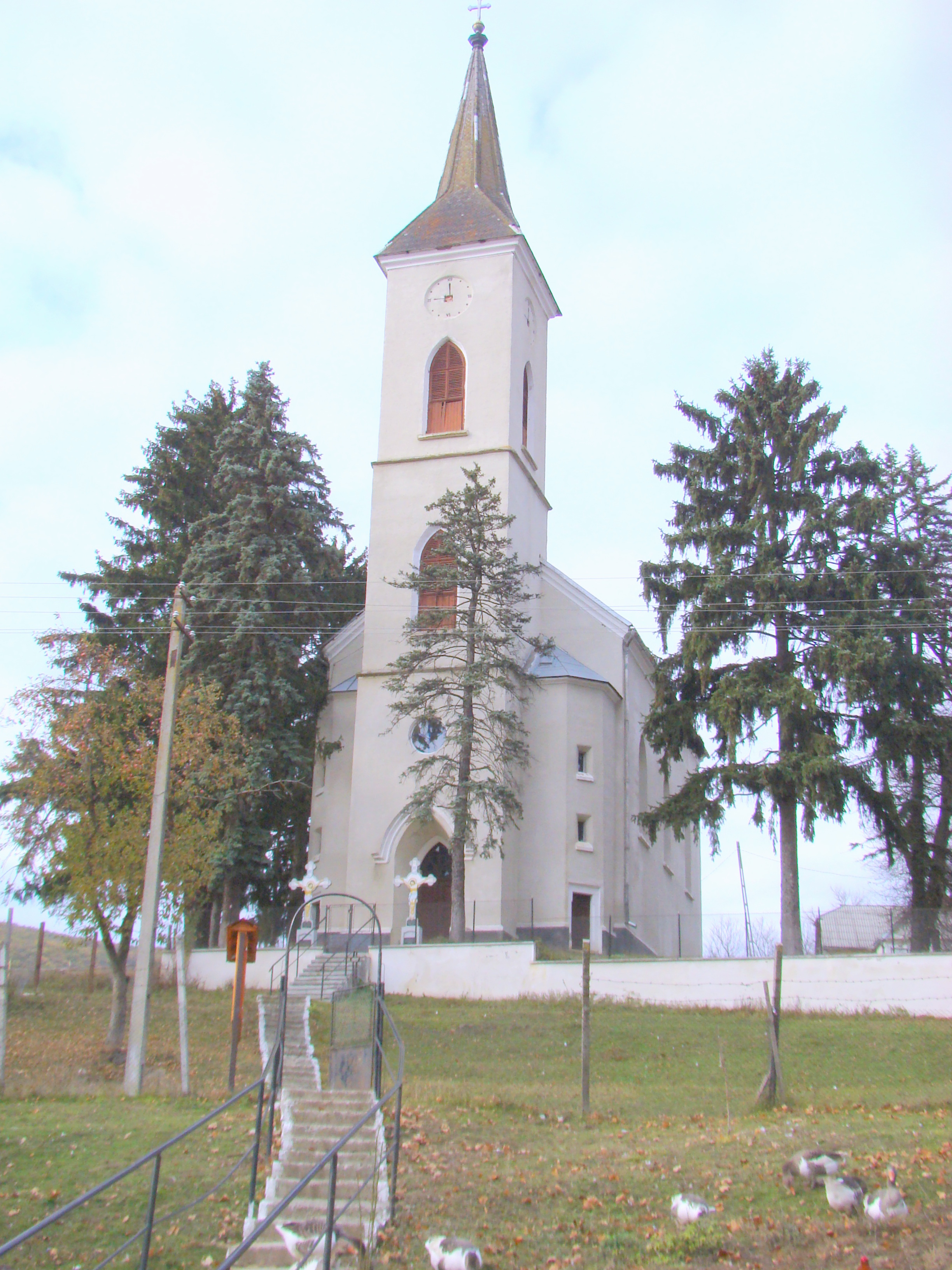